# 小田原征伐
小田原征伐（おだわらせいばつ）は、天正18年（1590年）に関白太政大臣豊臣秀吉が、小田原北条氏（後北条氏）を降した歴史事象・戦役。北条氏と真田氏（上杉氏）の間での領土紛争を豊臣秀吉が仲裁したが、この沼田領裁定の一部について、北条氏が武力で履行を覆したこと、及びそれを正当化したことが豊臣政権の惣無事令違反と看做され、北条氏は豊臣氏の軍事力による攻撃を受けた。北条氏本拠であった小田原城の攻囲戦が著名であるため本項のような名称で呼ばれるが、本項では小田原城攻略戦だけではなく、並行して行われた後北条氏領土の掃討攻略戦も同戦役に含むものとして扱う。
小田原合戦、小田原攻め、小田原の役、小田原の戦い、小田原の陣、小田原城の戦い、小田原決戦（天正18年）とも呼ばれる。
後陽成天皇は秀吉に対し後北条氏討伐の勅書を発しなかったものの、遠征を前に秀吉に節刀を授けており、関白であった秀吉は、天皇の施策遂行者として臨んだ。

## 前史
戦国時代に新興大名として台頭した北条氏康は、武蔵国進出を志向して河越夜戦で、上杉憲政や足利晴氏などを排除し、甲斐の武田信玄、駿河の今川義元との甲相駿三国同盟を背景に関東進出を本格化させると関東管領職を継承した越後の上杉謙信と対峙し、特に上杉氏の関東出兵には同じく信濃侵攻において上杉氏と対峙する武田氏との甲相同盟により連携して対抗した。
戦国後期には織田・徳川勢力と対峙する信玄がそれまでの北進策を転換し駿河の今川領国への侵攻（駿河侵攻）を行ったため後北条氏は甲斐との同盟を破棄し、謙信と越相同盟を結び武田氏を挟撃するが、氏康の死後に後継者・北条氏政が甲相同盟を回復すると再び関東平定を進めていく。
信玄が西上作戦の途上に急死した後、越後では謙信の死によって氏政の庶弟であり謙信の養子となっていた上杉景虎と、同じく養子で謙信の甥の上杉景勝の間で御館の乱が勃発した。武田勝頼は氏政の要請により北信濃まで出兵し両者の調停を試みるが、勝頼が撤兵した後に和睦は崩れ、景勝が乱を制したことにより武田家との同盟は手切となった。なお、勝頼と景勝は甲越同盟を結び天正8年（1580年）、北条氏は武田と敵対関係に転じたことを受け、氏政が同盟を結んでいた家康の上位者である信長に領国を進上し、織田氏への服属を示した。氏政は氏直に家督を譲って江戸城に隠居したあとも、北条氏照や北条氏邦など有力一門に対して宗家としての影響力を及ぼし実質的当主として君臨していた。
上杉氏との手切後、勝頼は常陸国の佐竹氏ら反北条勢力と同盟を結び対抗し、織田信長とも和睦を試みているが天正10年（1582年）に信長・徳川家康は本格的な甲州征伐を開始し、後北条氏もこれに参加している。この戦いで武田氏は滅亡し、後北条氏は上野や駿河における武田方の諸城を攻略したものの、時期を逸したものとなった。
しかし、同年末の本能寺の変で信長が明智光秀の謀反によって自刃した直後に北条氏は織田家に謀反を起こし織田領に攻め込んだ。織田氏家臣の滝川一益の軍を敗退させた神流川の戦いを経て、織田体制に背いた北条氏を征伐するために軍を起こした家康との間に天正壬午の乱が勃発した。この遠征は家康が単独で行ったものではなく、織田体制から承認を得たうえでの行動であり、織田体制側からも水野忠重が援軍として甲斐に出兵していた。また、追って上方からも援軍が出兵される予定であったが織田信雄と織田信孝の間で政争が起こったため中止された。家康は北関東の佐竹義重、結城晴朝、皆川広照、水谷正村らと連携しながら北条氏打倒を目指した。北条氏は一時は東信濃を支配下に置いたが、真田昌幸が離反。後方に不安を抱えたままの合戦を嫌った後北条氏は、10月に織田信雄、織田信孝からの和睦勧告を受け入れ、後北条氏が上野、徳川氏が甲斐・信濃を、それぞれ切り取り次第領有することで講和の道を選んだ。だが、徳川傘下となった昌幸は勢力範囲の一つ沼田の割譲が講和条件とされたことに怒り、徳川氏からも離反し景勝を頼ることとなった。
後北条氏は徳川氏との同盟締結によって、全軍を関東に集中できる状況を作りあげた。既に房総南部の里見氏を事実上の従属下に置いていた北条氏は、北関東に軍勢を集中させることとなった。
北条氏は翌天正11年(1583年)1月に早速前橋城を攻撃すると、3月には沼田にも攻め込んだ。
6月、北条氏と家康の間で婚姻が成立した。この婚姻成立は、天正壬午の乱のときと同様家康に対北条の後ろ盾になってくれることを期待していた北関東の領主たちに衝撃を与えた。北関東の領主たちは家康から離れ、一斉に羽柴秀吉に書状を送り、秀吉に関東の無事の担い手になることを求めた。秀吉も北条氏の無事を乱す行為を問題視したものの、当時の政権内では東国についての優先度は低く、10月末に家康に関東の無事の遅れを糺しただけで終わった。それさえも翌天正12年(1584年)に小牧・長久手の戦いが始まると無形化してしまった。
天正11年11月末、沼尻の合戦が起こり北条氏と北関東の領主たちは全面戦争に突入した。天正12年になると北条氏は宇都宮へ侵攻し、佐竹氏も小山を攻撃した。両者は4月から7月にかけて沼尻から岩舟の間で対陣した。
天正13年(1585年)から15年(1587年)にかけて秀吉が西国計略を進める裏で関東の無事は放置され、北関東の領主たちは苦境に陥った。北条氏は天正13年1月に佐野を攻撃し、当主の佐野宗綱を戦死させ氏康の六男・氏忠を当主に据えることに成功した。また同月までに館林城の長尾顕長を服属させた。館林は南関東と北関東の結節点に当たり、館林攻略によって北条氏の北関東への侵攻が容易になった。9月には真田領・沼田に侵攻し、14年4月にも再度侵攻した。北条氏は並行して皆川氏にも攻撃を加えた。天正14年5月にいったん和睦したが、その後再び侵攻した。皆川氏は上杉氏の助力を得て撃退に成功するが、天正15年に講和し北条氏の支配下にはいった。また、天正13年閏8月には家康が真田を攻撃し、翌14年(1586年)にも再度侵攻を計画したが、秀吉が間に入って未遂に終わった。
天正15年12月、秀吉は北関東の領主たちに北条氏の佐野支配を認めることを通知し、現状を追認することを明らかにした。天正16年(1588年)2月、北条氏直は笠原康明を上洛させ、沼田領の引き渡しを条件に豊臣政権に従属を申し入れた。
「五畿内同前」と重要視していた九州の平定を天正15年中に終えた秀吉は、天正16年4月、後陽成天皇の聚楽第行幸を行った。北条氏に対して氏政・氏直親子の聚楽第行幸への列席を求められたが、氏政はこれを拒否した。京では北条討伐の風聞が立ち、「京勢催動」として北条氏も臨戦体制を取るに至ったが、徳川家康の起請文により以下のような説得を受けた。
1. 家康が北条親子の事を讒言せず、北条氏の領国を一切望まない
2. 今月中に兄弟衆を派遣する
3. 豊臣家への出仕を拒否する場合、督姫を離別させる

行幸には東国の領主たちも使者を派遣したが、北条氏は使者を派遣しなかった。
5月、東国取次の家康は北条氏政と氏直に書状を遣わし、氏政兄弟のうちしかるべき人物を上洛させるよう求めた。北条氏はこれに応え、8月には氏政の弟の北条氏規が名代として上洛し、豊臣北条両勢力間の緊張は和らいだ。また、12月には氏政が弁明のために上洛する予定であることを伝えたがこの約束は履行されなかった。
北関東の下野国宇都宮周辺部では、壬生城および鹿沼城の壬生義雄が元々親北条であり、宇都宮家の重臣で真岡城城主の芳賀高継も当初こそ主家に従い北条に抵抗するも天正17年（1589年）終にこれに屈し、佐野氏には養子を送り込み、那須一族に対しても北条氏主導的な盟約を結んだ。これにより北条氏は、小田原開戦時点では下野の大半を勢力下に置いていた。さらに常陸国南部にも進出し、佐竹氏背後の奥州の伊達政宗と同盟を結ぶなどしており、関東平野の制圧は目前に迫っていた。劣勢となった佐竹義重、宇都宮国綱、佐野房綱ら反北条氏方の諸侯は秀吉に近づくこととなる。

### 沼田城割譲
年が明けて天正17年2月、北条氏直家臣の板部岡江雪斎が上洛し、秀吉は北条氏が従属の条件としていた沼田城（沼田領）の割譲について裁定を行った。また、来年春または夏ごろの上洛を氏政が提示したが、豊臣氏側に拒否されている。
当時、沼田一円は（一応、徳川氏の傘下という立場にあった）真田氏の支配下にあった。秀吉は北条氏、家康から事情聴取を行い、沼田領の内3分の2を北条氏、3分の1を真田氏のものとする、秀吉からすると譲歩に近い裁定を行った。また秀吉は、北条当主の上洛ののちに沼田を引き渡すとし、これに対し6月5日付で北条氏直より、氏政が12月初旬に上洛すると伝えた（岡本文書）。この上洛の約束より先立つ形、つまりここでも秀吉は先行譲歩する形で7月21日、秀吉家臣の富田一白と津田盛月、徳川家康家臣の榊原康政の立ち合いの下、沼田城は北条氏に引き渡され、真田氏には代替地として信濃国伊那郡箕輪が与えられた。なお、第一次上田合戦前の段階で家康は沼田の替地として伊那郡の土地を打診している（『先公実録御実蹟類典』）。秀吉は天正13年に関白に就任しており、この裁定は天皇から「一天下之儀」を委ねられた存在である秀吉が行ったもので、この裁定に背くことはすなわち天皇の意思に背くことをも意味した。
この時点では北条氏当主の12月中の上洛が前向きに検討されており、費用の調達や調整が行われている。ただし、以降は後述の名胡桃城事件が起こるまで、北条氏から豊臣氏への音信・交渉は途絶える。

### 名胡桃城事件
11月10日、秀吉は佐野房綱に対し、氏政の上洛が無い場合、北条氏討伐のために関東に出馬することを伝えた。
一方同年10月下旬、北条氏は真田領となった領分の拠点である名胡桃城に沼田城代猪俣邦憲を侵攻させこれを奪取し、いわば先の秀吉の裁定を軍事行動で覆した。（「名胡桃城」項目内の「名胡桃城事件」項目参照。）
この事件は真田氏から徳川氏を通して秀吉に伝えられた。北条方からは弁明の使者として石巻康敬が上洛し、豊臣氏側からは先の沼田城引き渡しと同じ津田盛月と富田一白が派遣されて関係者の引き渡し・処罰を求めたが、北条方はこれを拒否した。秀吉はこの朱印状の中で「氏政上洛の意向を受け、それまでの非議を許し、上野沼田領の支配さえ許した。しかるに、この度の名胡桃攻めは秀吉の裁定を覆す許し難い背信」であると糾弾した。これに対して氏直は遅れて12月7日付の書状で、氏政抑留や北条氏の国替えの惑説があるため上洛できないことと、家康が臣従した際に朝日姫と婚姻し大政所を人質とした上で上洛する厚遇を受けたことを挙げた上で、名胡桃城事件における北条氏に対する態度との差を挙げ、抑留・国替がなく心安く上洛を遂げられるよう要請した。また名胡桃城事件については、氏政や氏直の命令があったわけではなく、真田方の名胡桃城主が北条方に寝返った結果であり、「名胡桃城は真田氏から引き渡されて北条側となっている城なので、そもそも奪う必要もなく、全く知らないことである」「名胡桃城は上杉が動いたため軍勢を沼田に入れたにすぎない」、「既に名胡桃城は真田方に返還した」と弁明している。
しかし同時期、上野国鉢形城主である北条（藤田）氏邦が下野国の宇都宮国綱を攻めており、これも秀吉の大名の私闘を禁じる施策「惣無事令」に反する行為であった。

### 開戦決定
11月、秀吉は関東の領主たちに「氏政の11月中の上洛がない時は来春に北条討伐を行う」ことを通知した。
また、11月21日付で真田昌幸にも書状を送り、「今後北条氏が出仕したとしても、城を乗っ取った者を成敗するまでは北条氏を赦免しない」「来春（年頭）に出兵する」旨を記している。
11月24日には北条氏との手切れ書を北条氏や諸大名に配布した。同日の秀吉から家康への書状では、来春の出陣決定と陣触れを出したことを伝え、軍事の相談のため家康の上洛を要請した。また津田盛月・富田一白を派遣して家康領内の駿河国沼津の三枚橋城に在番させ、軍事・兵站拠点地としての用意をさせること、北条からの使者石巻康敬は北条氏の返事次第では国境で処刑すること、も要請した。このように家康に対しても北条討伐の意向を言明し、どちらかといえば北条氏と懇意であった家康の動向が注目されたが、秀吉と北条氏の仲介を断念した家康は12月10日に上洛し、秀吉に同意の意向を伝えるとともに自身も対北条戦の準備を開始した。12月25日には上杉景勝が上洛している。
また、同日付で秀吉は北条氏に対し、5ヶ条の宣戦布告とされる書状を送った。この書状は12月5日に三枚橋城に着いた津田と富田により、北条氏へ届けられた。
秀吉は小田原征伐を前に、各大名に書状を発した。その書状中に「氏直天道の正理に背き、帝都に対して奸謀を企つ。何ぞ天罰を蒙らざらんや・・・・・・。所詮、普天下、勅命に逆ふ輩は早く誅伐を加へざるべからず」と記し、すなわち「天道に背き、帝都に対して悪だくみを企て、勅命に逆らう氏直に誅伐を加えることにした」と述べている。
氏直は12月17日、北条領国内の家臣・他国衆に対して、小田原への翌年1月15日の参陣を命じた。

### 開戦
北条氏は小田原で籠城することを決定し、1月に軍事動員令を出している。徳川家康は三男の長丸（後の秀忠）を事実上の人質として上洛させて、名実ともに秀吉傘下として北条氏と断交する姿勢を示すとともに、先鋒部隊を出陣させた。この人質は即座に送り返され、秀吉は徳川に対し領内の軍勢通過の際の便と、領内の諸城の使用を要求している。徳川は2月中にかけて、大軍勢の領内駐留・通過の便宜を図るべく、領内の城や舟橋、茶屋の整備を行った。
2月1日に先鋒が出立し、同月中に豊臣秀次、徳川家康、前田利家、織田信雄ら各大名が出陣し、24日に国許から出立した徳川軍三万が長久保城に着陣した。この長久保城は北条方の山中城と10kmも離れていない位置関係である。24日に織田信雄が三枚橋城に到着し、25日に徳川が着陣。3月3日に豊臣秀次、蒲生氏郷の軍勢が到着。
2月10日、毛利輝元の水軍が安芸国厳島を発ち、20日には播磨国兵庫港に着いた。志摩国に九鬼嘉隆、来島通総、脇坂安治、加藤嘉明、長宗我部元親、その他宇喜多氏・毛利氏らの1千隻を超える豊臣方の水軍が集結し、出航。2月27日に駿河国江尻湊へ到着した。軍船だけではなく輸送としての任務もあり、大軍勢による長期の合戦が想定されたため、江尻湊には20万石を越える兵糧が運び込まれていた。3月に入ると、水軍は秀吉の到達を待たずに伊豆長浜城を攻略。以降、西伊豆の防御が手薄と見た徳川水軍は小浜景隆が土肥高谷城、八木沢丸山城を占拠し、向井正綱と本多重次は安良里城と田子城を、と西伊豆の諸城と重要港を落としながら伊豆半島を南下した。北条方は伊豆の南端の下田城を防衛ラインとして水軍を集結させており、西伊豆の諸城砦には少数の陸戦部隊しか配置していなかった。
3月1日、秀吉は後陽成天皇から北条氏の討伐を名目として節刀を賜り、聚楽第から大軍を率いて東国に下向した。
北方（中仙道）からはいわゆる北国勢（前田利家・上杉景勝・真田昌幸・依田康国）らが3月15日に碓氷峠へ進軍。
近江八幡、柏原宿、大垣城、清洲城、三河吉田城を経て、3月19日に秀吉が駿府城に入り徳川がこれを迎えた。27日、秀吉が最前線の三枚橋城に到着。翌28日、秀吉は徳川と共に北条方の拠点である山中城と韮山城を遠目に視察して、長久保城に入った。その他、出羽国の戸沢盛安や大田原氏等東国・東北の諸勢力も秀吉の下に参陣し、所領安堵を受けている。
翌28日、北方では松井田城攻めが開始された。29日には箱根で山中城が攻められ、こちらは一日で陥落した。

## 双方の軍事準備
後北条氏側は関東諸豪制圧のころから秀吉の影を感じ始めていたと言われ、そのころから万が一の時に備えて15歳から70歳の男子を対象にした徴兵や、大砲鋳造のために寺の鐘を供出させたりするなど戦闘体制を整えていた。また、ある程度豊臣軍の展開や戦略を予測しており、それに対応して小田原城の拡大修築（相府大普請）や八王子城、山中城、韮山城などの改修増築を進めた。また、それらに連携する城砦の整備も箱根山方面を中心に進んでいった。
一方、豊臣側では傘下諸大名の領地石高に対応した人的負担を決定（分担や割合などは諸説ある）。また、陣触れ直後に長束正家に命じて米雑穀20万石あまりを徴発し、天正大判1万枚で馬畜や穀物などを集めた。長宗我部元親や宇喜多秀家、九鬼嘉隆らに命じて水軍を出動させ、徴発した米などの輸送にあてがわせた。毛利輝元には水軍を供出させたが、輝元当人には京都守護を命じて、後顧の憂いを絶った。豊臣軍は大きく2つの軍勢で構成されていた。東海道を進む豊臣本隊や徳川勢の主力20万と、東山道から進む前田・上杉・真田勢からなる北方隊3万5千である。これに秀吉に恭順した佐竹氏、真壁氏、結城氏、宇都宮氏、大田原氏、大関氏、里見氏らの関東諸侯勢1万8千が加わった。
なお、天正18年3月当時の参戦した大名のうち、官位、石高などの上位者は以下の通りである。
- 豊臣秀吉 - 従一位関白太政大臣。
- 織田信雄 - 正二位内大臣。100万石。秀吉旧主の織田家の当主（扱い）。
- 徳川家康 - 従二位権大納言。130万石。小田原北条氏と親族。
- 羽柴秀次 - 従二位権中納言。43万石（豊臣家領内）。豊臣家後継者。
- 上杉景勝 - 従三位権中納言。「豊臣景勝」。50-90万石。
- 毛利輝元 - 従四位下参議。「豊臣輝元」。112万石（安国寺・小早川領除く）。毛利の水軍は参加したが、輝元本人は京都留守居。
- 前田利家 - 正四位下参議。「豊臣利家」。80余万石。秀吉の個人的知己。

各方面での「総大将」や、講和交渉の窓口担当などにあたるのは、およそこの力関係に拠ると推測される。豊臣政権内部での序列二位の実力者と目されていた豊臣秀長（従二位大納言。100万石。実弟。）は、当時病気がちであり、畿内の留守居となり参戦していない。
豊臣側の主だった将兵
主力：豊臣秀吉、徳川家康、織田信雄、織田信包、蒲生氏郷、黒田孝高、豊臣秀次、豊臣秀勝、宇喜多秀家、細川忠興、小早川隆景、吉川広家、宮部継潤、堀秀政、池田輝政、浅野長政、石田三成、長束正家、立花宗茂、大谷吉継、石川数正、増田長盛、高山右近、筒井定次、蜂須賀家政、大友義統、加藤清正（兵のみ）、福島正則、長谷川秀一、滝川雄利、丹羽長重、金森長近、金森可重、京極高次。約17万。
- 水軍：長宗我部元親、加藤嘉明、九鬼嘉隆、脇坂安治、菅達長、毛利水軍。約1万。
- 北方隊：前田利家、上杉景勝、真田昌幸、小笠原貞慶、依田康国（松平康国）、毛利秀頼、佐野房綱。約3万5千。
- 関東勢：佐竹義宣、佐竹義重、宇都宮国綱、結城晴朝、多賀谷重経、里見義康。1万8千。

推定総計約21万。
後北条側の主だった将
- 小田原城：北条氏直、北条氏政、北条氏照、太田氏房、千葉直重、佐野氏忠、北条氏光、北条氏隆、北条直定、伊勢貞運、垪和康忠、松田憲秀、松田康郷、笠原政晴、笠原政尭、大道寺直繁、上田憲定、南條重長、山角定勝、山角康定、鈴木成脩（大学）、伊東政世、梶原景宗、由良国繁、長尾顕長、成田氏長、成田泰親、成田長忠、清水政勝、壬生義雄、吉良氏朝（喜多見勝忠）、千葉重胤、酒井康治、酒井政辰、内藤直行（内藤綱秀息）、和田信業、小幡信貞、北条康種、北条氏資、三浦浄心、潮田資忠、富岡秀長、高城胤則、高城胤知、相馬治胤、高井胤永、小笠原康広、小笠原長房、佐久間安政、佐久間勝之、大胡高繁、井田是政、白倉重家
- その他の城：松田康長（山中城）、成田泰季（忍城）、北条氏規、江川英吉（韮山城）、大道寺政繁（松井田城）、北条氏邦（鉢形城）、垪和康忠（厩橋城）、清水康英（下田城）

豊臣側の基本的戦略としては、北方隊で牽制をかけながら主力は小田原への道を阻む山中、韮山、足柄の三城を武力で突破し、同時に水軍は伊豆半島を巡って小田原冲に展開させ海上輸送を封鎖する方針であった。
一方、兵力で劣るとは言いながらも後北条氏側も、支配下の諸将に小田原籠城を命じ、5万余の兵力を小田原城に集め、そこから精兵を抽出して山中、韮山、足柄の三城に配置した。主力を小田原に引き抜かれた各城の留守居部隊には、普段は兵力に想定しない徴兵した老壮年の男などを宛てたが、守備し切れることを想定されてはいない。佐江戸城などは城が空になったため、豊臣方に無抵抗で接収されている。各方面から豊臣側が押し寄せてくるのは想定されていたが、それ以上に主力は東海道を進撃するのが明らかだったため、箱根山中での迎撃持久戦を想定した戦略を推し進めることになった。氏邦、氏照、伊勢貞運らは野戦を主張したが、氏規や松田憲秀らは籠城策を主張した。氏邦は領内ではなく駿河国に大きく打って出て、富士川などで会戦を行いたいと主張したが却下された。氏邦はこの野戦策が入れられないことに不満を持ち、手勢を率いて居城の鉢形城に帰り、単独で籠城戦を行った。ともあれ、こうして最終的に小田原籠城戦略が採られる事となった。
松井田城には大道寺政繁が率いる数千の兵が、さらに館林城などにも同程度の兵が割り振られていた事を考えると、小田原・箱根西方だけではなくその他の諸拠点、特に北方からの侵入軍を迎え撃つ城にもある程度の備えは配置されていたといえる。

## 豊臣秀吉の東征

### 東征軍の北条支城攻略
天正18年（1590年）春ごろから豊臣軍主力は、かつて源頼朝が平家打倒の挙兵の際に兵を集めた黄瀬川周辺に集結した。3月27日には秀吉自身が沼津三枚橋城に到着し、29日に小田原城に向け進撃を開始、進撃を阻む山中城には秀次・徳川勢を、韮山城には織田信雄勢を宛ててそれぞれ攻撃を開始した。

#### 山中城
- 山中城攻撃軍の編成[54] 合計67800人
  - 右軍 計18300人（池田輝政 2,500人、木村重茲 2800人、長谷川秀一 3,600人、堀秀政 8,700人、丹羽長重 700人)
  - 中軍 計19500人（豊臣秀次 17,000人。家老中村一氏、木村重茲、一柳直末など。羽柴秀勝 2,500人）
  - 左軍 徳川家康 30,000人
  - 控え 山内一豊、堀尾吉晴ら
  - その他、渡辺了（中村一氏配下）、大崎長行（玄蕃）（木村重茲配下）、稲葉正成、仙石秀久など

- 山中城守備軍[54] 4,000人（城主 松田康長、援軍 北条氏勝、北条直重、北条繁広、援軍 間宮康俊、間宮信俊、間宮直元、松田康郷、蔭山氏広、行方直清（弾正）、朝倉元春、多米長定、長谷川近秀、追沼氏雅、宇津木泰朝、等）

山中城の攻撃軍の大将として秀吉は、兵数と官位のより高い家康ではなく、秀次と認識していたとする説がある。北条方も西の関門であるこの城の重要性は重く考えていたようであり、武勇で知られた康郷ら松田兄弟のみではなく、一族の北条氏勝ら玉縄衆や間宮氏、蔭山氏らの援軍を、さらに諸家に命じて増援を割り当て、城に派遣している。それでもなお、大要塞として構築してしまい、かつ開戦の直前までもなお工事が続けられ、豊臣氏に備えて足柄城などと共に増改築されていたが（岱崎出丸など）、故に未完であったともされる一大要塞である山中城を正しく完全守備するためには、4千人では全く人数が足りなかった、とも伝わる。間宮康俊は前日に孫の直元を城から出し、小田原に送っている。
3月29日の朝8時半ごろに豊臣方の攻撃が始まると、岱崎出丸（だいさきでまる）に攻め手が殺到した。出丸守備の間宮康俊勢が銃撃などの猛烈な抵抗を行い、康俊は手勢を率いて突撃と退却を繰り返し奮戦、間宮衆は2時間ほど抵抗するが出丸は陥落し、続けて三の丸も陥落した。この際の一番乗りの戦功を挙げ、中村家の旗を掲げたのが渡辺勘兵衛（渡辺了、渡辺水庵）と伝わる。攻め手は大手からの三の丸攻略の最中に一柳直末が銃弾にて討死するなどの損害を出したものの、なお力攻めを続けた。これについて、功を焦った豊臣秀次が無策にひたすら力攻めを命じたとも伝わるが、岱崎出丸と大手に猛攻を加えることで守備を集中させ、一方で徳川軍に西の丸を攻略させることで、城の欠点と守備兵の不足を上手く突いている。豊臣方は総大将の秀吉が長久保城に到着する以前から、山中城周辺についても調査を行っており、その調査を基に軍議を重ねている。これにより城の縄張りおよび攻略の糸口を掴んでいたとも推測される。
秀次、徳川勢を中心としていたが、遅れて秀吉の直参兵も投入された。多数の損害を出しながらも諸将の活躍により郭は次々と陥落し、西の丸が陥落した段階で本丸の松田康長は、北条氏勝兄弟や弟の松田康郷を逃した。松田康長は手勢2百と共に本丸の建物に籠り最後の抵抗を行っていたが、「櫓を守っていた100人ほどの将兵が、怒涛の大軍に押し寄せられて敵味方一丸となって櫓ごと堀に転落」するような状況で守備方は壊滅し、午前中のうちに城は陥落した。松田以下、間宮兄弟、多米長定、長谷川近秀、追沼氏雅らは戦死した。秀吉が島津義久に宛てた書状に「中納言（秀次）自身が突入し、城主以下、首2千余討ち取り候」と書かれており、これに拠れば北条方の戦死は過半の約2千人とされる。
小田原の西の護りであり、鉄壁であるはずの山中城が、豊臣方の前に僅か数時間の戦闘で落城した。この事実は小田原北条氏陣営に深く重い衝撃となった。秀次の力攻めの方針により豊臣方にも結構な損害が出たが、それを上回るダメージを敵に与えたと言える。
その他、徳川勢別働隊は山中城落城の同日に鷹ノ巣城を落とした。徳川軍は鷹ノ巣城に入城し、短期間だが本拠とした。同じく箱根越えの要衝であった足柄城は佐野氏忠（北条氏忠）・北条氏光が守備していたが、山中城の陥落を知ると守将は主な兵をまとめて城を退出、小田原城守備軍に合流したため、翌日に徳川麾下の井伊直政隊が攻城を開始したが戦闘らしい戦闘はなく、4月1日に落城した。河村城、河村新城などを含め、山中・足柄城を中心とした小城砦のネットワーク（箱根十城）も全て陥落ないしは放棄され、小田原城以西は豊臣方の勢力圏となった。経路上の要害が次々と陥落したため、豊臣方の先鋒部隊は早くも4月3日には小田原に到着した。
一柳直末の戦死を聞いた秀吉は深く落胆し、三日ほど口をきかなかった、という話が伝わる。

#### 韮山城
天正18年（1590年）3月29日から6月24日まで続いた。
- 韮山城攻撃軍の編成[54] 合計44,100人
  - 右軍 計8,400人（蒲生氏郷 4,000人、稲葉貞通 1,200人）
  - 中軍 計9,700人（筒井定次 1,500人、生駒親正 2,200人、蜂須賀家政 2,500人、福島正則[57] 1,800人、戸田勝隆 1,700人）
  - 左軍 計9,000人（細川忠興 2,700人、森忠政 2,100人、中川秀政 2,000人、山崎片家・岡本良勝等 2,200人）
  - 旗本 織田信雄 17,000人
  - 徳川勢 （江川英長、小笠原丹波など）

- 韮山城守備軍[54] 約3,640人（城主・北条氏規、朝比奈泰栄、江川英吉（江川太郎左衛門）、富永政家ら）

韮山城では攻撃側の10分の1の城兵が織田信雄勢を阻み、包囲持久戦となった。
守将の北条氏規は非開戦派であったが、伊豆国の要かつ小田原北条氏の所縁深い同城を守ることとなった。秀吉から先ず開城交渉を命じられた徳川家康は、小笠原丹波を使者として交渉するが氏規はこれを拒絶した。帰陣した小笠原はただ包囲するだけの大軍を不甲斐なく思い、勝手に攻撃を始めた。これを江川英吉に撃退され、小笠原は討死にした。
秀吉は完全に落城させることはしないまま、韮山城包囲のための最小限の兵力だけを残すよう命じ、織田信雄以下の主力は小田原方面に転進させた。籠城方は4ヶ月以上の間を凌いだが、秀吉が徳川家康と黒田孝高を交渉役として開城を迫り、北条領内の城が次々に落城している北条方の現状を伝えて説得したため、元々非開戦派であった守将の氏規は降伏開城に応じ、6月24日に家康の家臣内藤信成が城を受け取った。
氏規は以降、小田原開城のための説得工作に尽力した。
城の江川曲輪を守備した在地領主の江川太郎左衛門こと江川英吉であるが、英吉の嫡男の江川英長は開戦直前に出奔し、徳川方として参戦していた。英長は以前から北条氏（江川家）の使者として徳川に送られることがあり、英長が北条家中で揉め事を起こした際は、北条氏規公認で徳川家に避難していたこともある。開城交渉はこの親子もその一端を担った。
氏規は他の兄弟と比較した場合、これまでも総大将的な地位を担ったことはあるが、主に外交交渉面での活躍が目立ち、その武を評価される機会はあまり無かった。しかし氏規は常々、1千や2千の兵を直接采配できる将になりたいと希望していたが、非開戦派としては望んでいなかったはずの籠城戦の大将としてこれが実現してしまった。ここで氏規は籠城戦を善く指揮したため秀吉は氏規を再評価し、織田信雄では城を落とすことはできないと判断して織田勢を小田原城包囲に移動させた、という話が伝わる。

#### 下田城

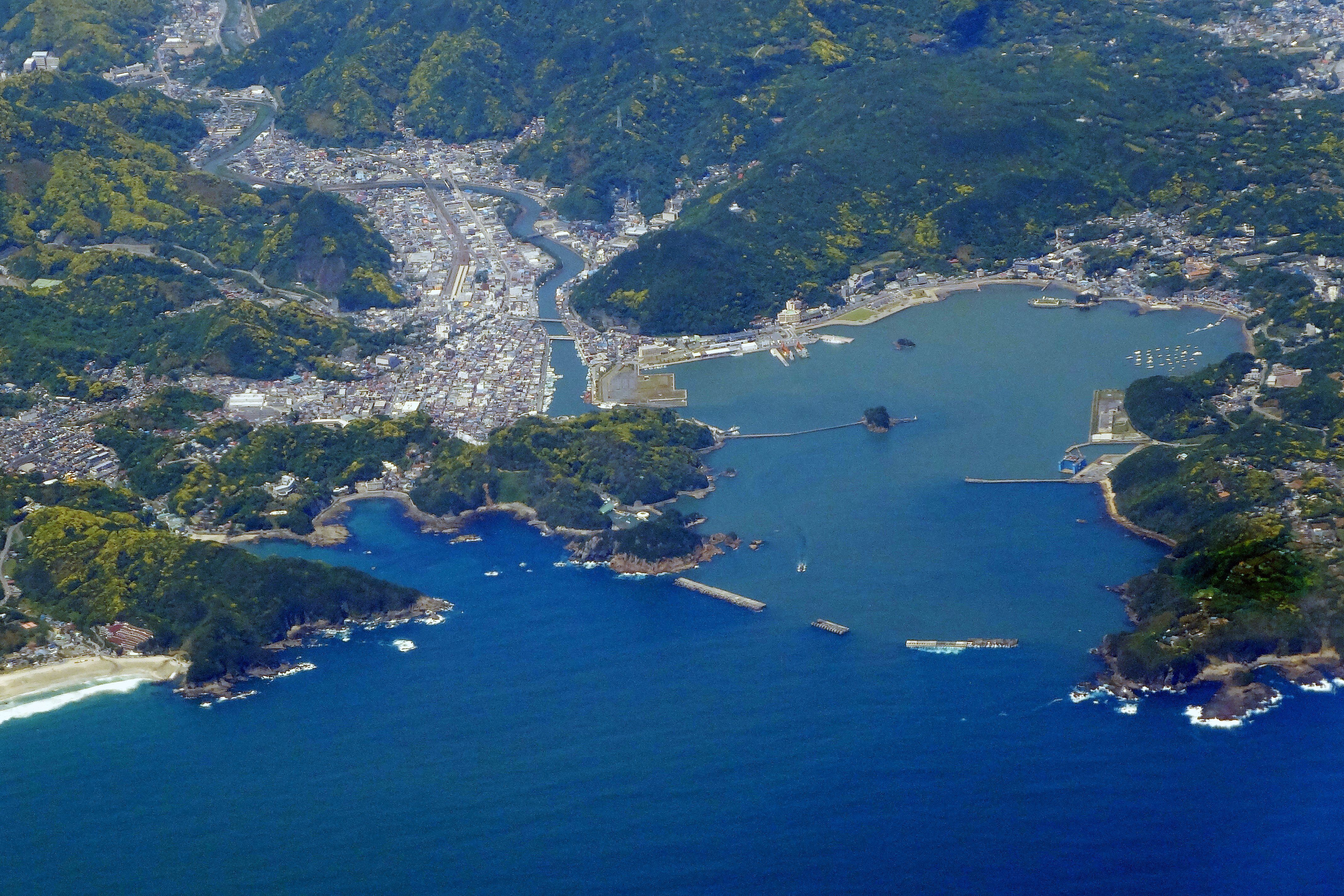
下田港。中央の岬が下田城址

- 下田城攻撃軍の編成[54] 約20,000人軍船1,000隻（水軍 （羽柴秀長、宇喜多秀家、長宗我部元親、加藤嘉明、脇坂安治、九鬼嘉隆、菅達長、来島通総）、毛利水軍（安国寺恵瓊・吉見広頼・三沢為虎・熊谷元直・益田元祥・山内広通など）、徳川水軍（小浜景隆、向井正綱、本多重次など））

- 下田城守備軍の編成[54] 約600人（城主 清水康英、清水政勝。援将 江戸朝忠、吉良氏広、梶原景宗）

伊豆半島南部に位置し、北条水軍の根拠地であった下田城は、北条氏直から全任を受けた清水康英が守備した。西伊豆の諸城から兵と船を引き上げ、防衛ラインとして下田城に全てを集中させた。この用意は前年度中から既に始まっており、梶原景宗などが合流して兵2800にて防備する予定であったが、梶原ら主力は小田原城の海上防衛に当るために引き揚げた。一説には清水と梶原による主導権争いにより、梶原が兵を引き連れて去り、これを小田原も容認した、とも伝わる。
大型の安宅船などを動員し、手薄であった西伊豆を3月以降の瞬く間に支配下に置いた豊臣方は、4月1日に下田城攻めを開始した。西伊豆から上陸した部隊は陸路からも城に迫った。この上陸部隊と交戦し、3月25日に岩殿寺城で清水英吉（康英弟）が戦死している。加藤嘉明らは下田港に上陸し、街を焼いて出丸を占拠した。4月1日に徳川勢の本多重次・向井正綱らが安良里砦・田子砦を落とした。3月29日の山中城の落城により進軍速度が速まったこともあり、秀吉からは「水軍を速やかに小田原沖に展開し海上封鎖するように」との命が下った。攻城側は長宗我部元親ら2500を残し、主力の羽柴秀長、宇喜多秀家などの残りの将兵は東伊豆を北上した。
清水康英は総兵600余で約20日に渡って籠城抵抗した。長宗我部軍は海上から大砲を打ち込み、北条方に損害を与えた。4月7日には江戸朝忠の叔父の江戸満頼が戦死した。4月23日、脇坂安治と安国寺恵瓊が降伏を勧告し、康英は起請文を交わし開城した。康英は河津の林際寺に退去した。
後北条氏配下の伊豆水軍の、最大の拠点を制圧した豊臣方の水軍部隊は、他の伊豆半島沿岸の水軍諸城をも落とし、小田原沖に展開して小田原市街の海上封鎖に加わった。先に山中城落城から脱した蔭山氏広は居城の河津城に帰還していたが、子の蔭山貞広らと共に戦わずに開城した。以後は修善寺付近で蟄居した。

#### 玉縄城

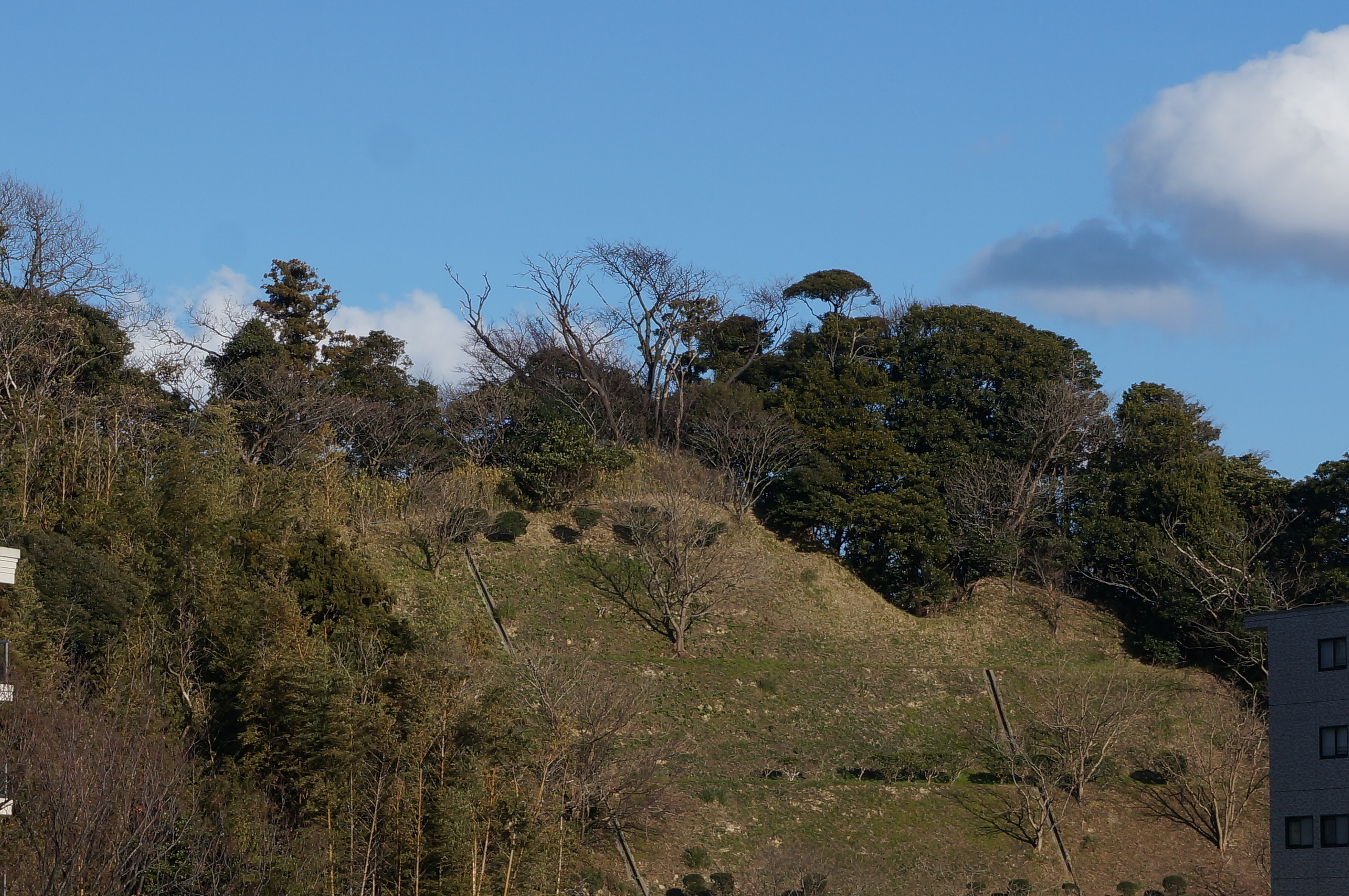
玉縄城堀切

先に山中城の落城の際に脱出し落ち延びた北条氏勝は、これを恥じて自害しようとしたが、家臣の朝倉景澄や弟の直重・繁広らに説得され、手勢700騎を率いて居城の玉縄城に逃げ戻り籠城した。この際に小田原城の北を迂回するルートで玉縄に戻り、すなわち小田原城籠城軍に顔見せもなく合流することもなかったため、北条氏政に疑念を持たれている。
その後、徳川麾下の本多忠勝らを中心とした軍に城を包囲されるも抵抗らしい抵抗はせず、家康からの使者である都築秀綱・松下三郎左衛門や、城下の大応寺（現・龍寶寺）住職の良達による説得に応じ、4月21日に降伏開城。開城後は徳川氏や古田重然、瀬田正忠らが守備した。以降氏勝は豊臣方として、下総地方の北条方の城の無血開城に尽力する。

### 小田原城包囲

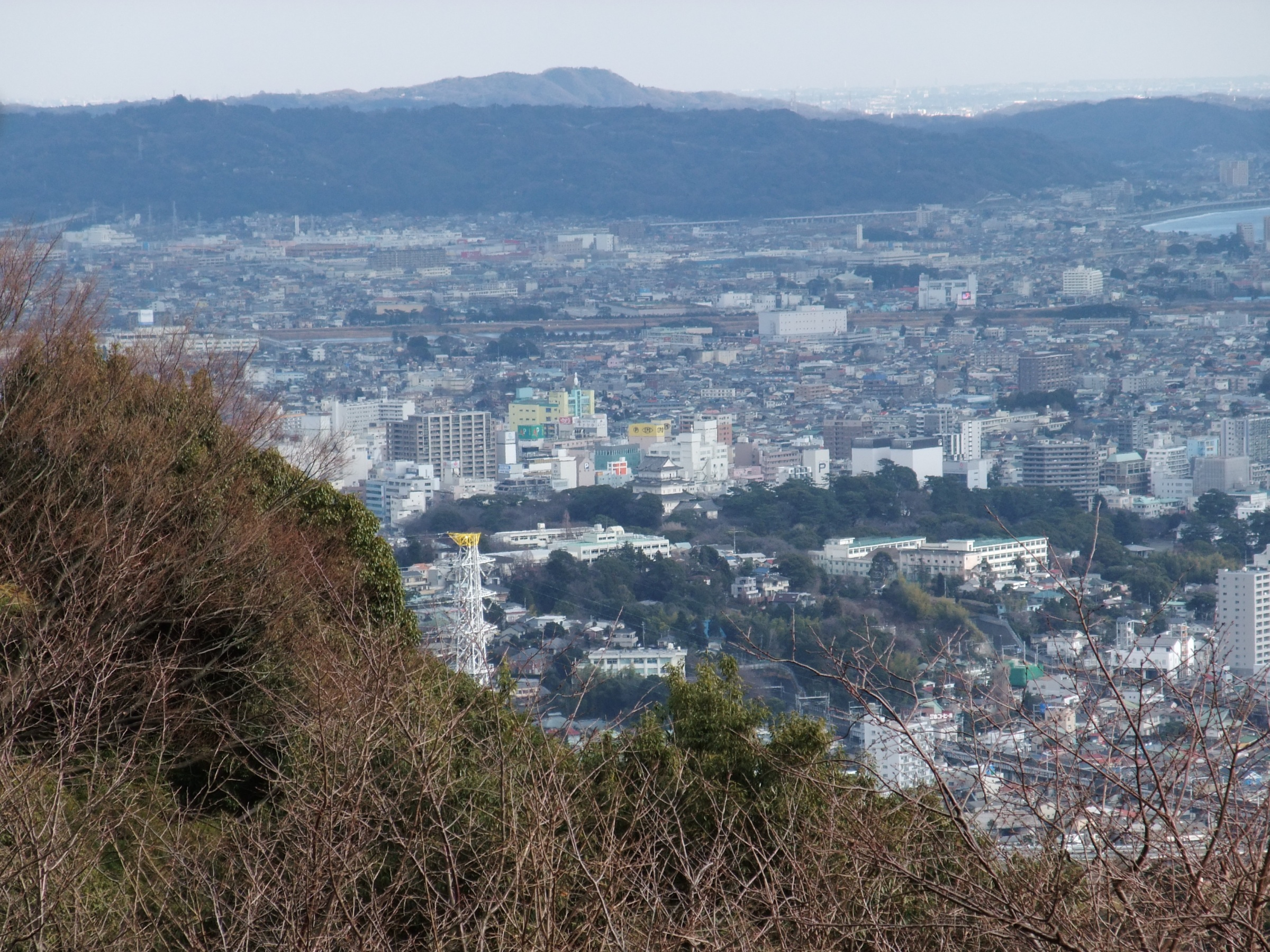
石垣山城より小田原城（中央）を望む。

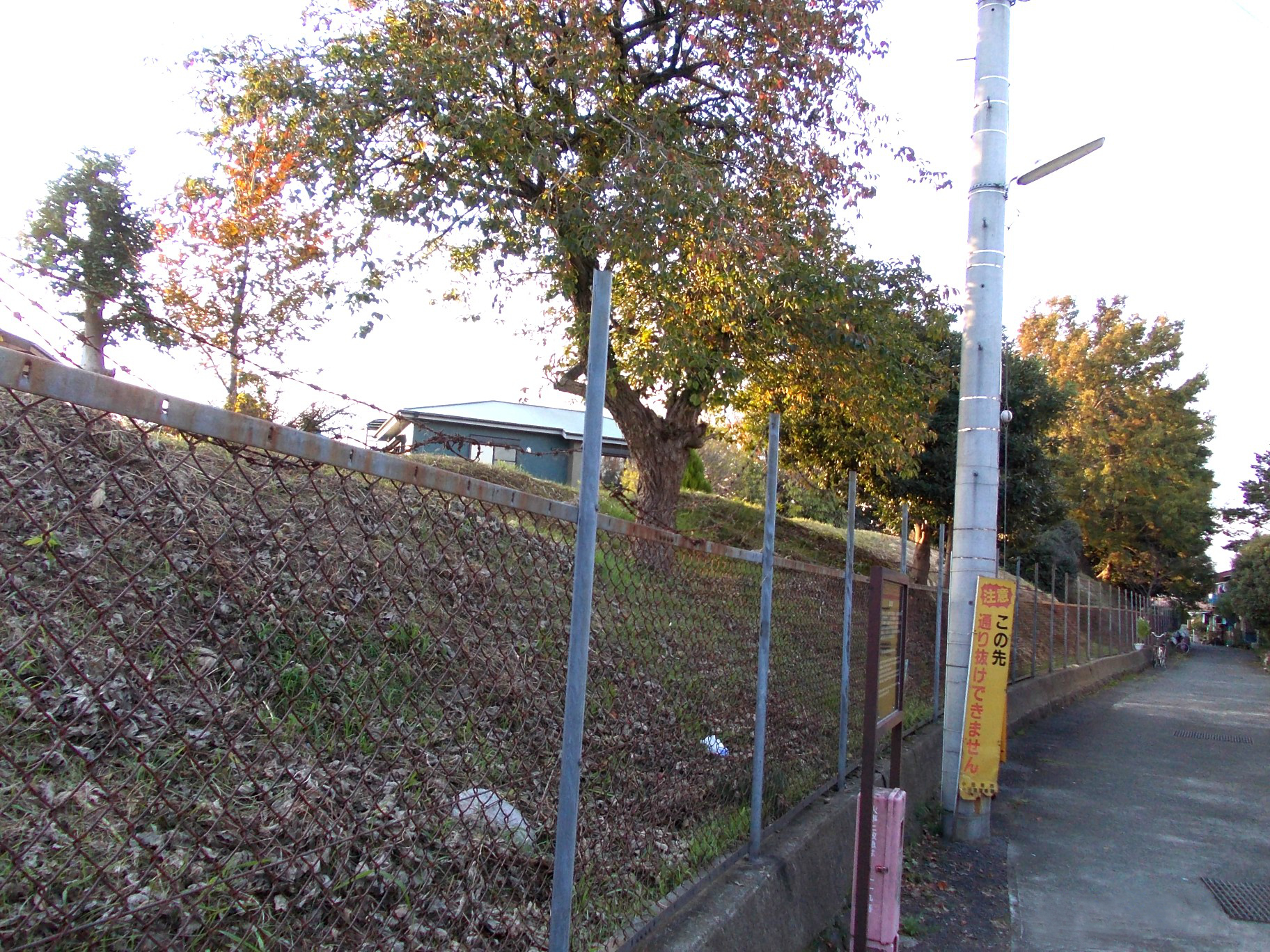
蓮上院土塁

山中城と周辺の諸城を落とした秀吉本隊は、4月1日に箱根山に本陣を移した。
諸将は箱根を越えて小田原に進軍し、海からは伊豆を経由して九鬼嘉隆、加藤嘉明、脇坂安治らの水軍が迫った。4日、徳川家康や堀秀政らが小田原の包囲を開始した。5日、秀吉は箱根湯本の早雲寺を占拠し、当初この寺を本営とした。この寺は小田原北条氏の家祖とも言える北条早雲に由来する、北条氏の菩提寺であった。8日、韮山城を包囲していた軍勢の内、織田信雄らが小田原包囲に加わるために移動。韮山城は蜂須賀家政、福島正則、戸田勝隆、筒井定次らが継続した。この包囲が成されていく間、城方からは抵抗らしい抵抗は無かった。9日、小田原城中にいた皆川広照が手勢100余と共に城を脱出し、木村重茲の陣に投降した。
またこのころ、参陣命令を受けていた安房国の里見義康が、浦賀水道を渡って対岸の相模国三浦半島に進軍した。
小田原包囲戦が始まると秀吉は、小田原城を見通せる石垣山に石垣山城を築き始めた。また茶人の千利休を主催とし大茶会などを連日開いた。茶々などの妻女や御伽衆も呼び寄せ、箱根で温泉旅行などの娯楽に興じた。また、本阿弥光悦、本因坊算砂も招かれていた。
皆川広照が投降した際、一緒に茶人の山上宗二が投降してきた。宗二は秀吉の勘気に触れて逃亡し、北条氏に世話になっていた身であった。利休の執り成しにより秀吉はこれを許したが、茶席を設けた際に不作法があり、宗二は処刑された。
5月27日、包囲の陣中にて堀秀政が病死した。
予想以上の進軍速度のせいでもあったであろうが、小田原に駆けつけた北条氏側の兵の中には、攻城側の包囲が完成してしまった後に到着してしまった者もいた。だが秀吉は当人の希望通り籠城できるよう包囲を通してやった、との話が伝わる。

### 北方軍（北国勢・信州勢など）
北条氏側は北方軍の進軍を阻害するため、庇護していた相木房頼（常林。相木昌朝の子）、伴野貞長（元・佐久野沢城（伴野氏館）主）を信濃国に潜入させ、佐久郡の白岩城（平尾氏館）で挙兵させたが、これは徳川家から松平康国（依田康国）が派遣され即座に鎮圧され、伴野は敗死し相木は上野国方面に逃走している。また北条方は碓氷峠に与良与左衛門を配して豊臣方の侵攻を阻害しようとした。
前田勢・上杉勢ら北国勢と、途中で合流した信州勢を主力とする北方軍は碓氷峠を越えて関東平野・上野国に侵攻せんとした。松井田城主であり北条氏累代の重臣であった大道寺政繁はこれを碓氷峠で迎え撃つも、与良が真田勢の先方の真田信幸隊に打ち取られ、主力も真田軍と激戦になり、総兵力で圧倒的に劣勢であったこともあり、松井田城に退却し籠城した。豊臣方は碓氷峠を越え、関東平野に侵入した。

#### 松井田城
天正18年（1590年）3月28日から4月20日まで続いた。
- 松井田城攻撃軍の編成[54] 約35,000人
  - 西部（追手）上杉景勝 約10,000人
  - 東部（搦手）前田利家・前田利長 約18,000人
  - 北部 約7,000人（松平康国・康勝 約4,000人、真田昌幸（信幸・信繁） 約3,000人）
- 松井田城守備軍[54] 約2,000人（城主 大道寺政繁）

北方隊は松井田城攻略に取り掛かった。3月20日に総攻撃が行われたが、守る大道寺勢はこれを防いだ。北方隊は城を包囲し、周辺地域に放火し、城塞を削るように攻撃を続けたが、城方の必死の抵抗により攻城は遅々として進まなかった。北方隊は松井田城は包囲したまま、周辺の城塞を攻略してまわった。一方の東海道方面では山中城が半日で落城したため、予想以上に小田原包囲が早まることとなり、北方軍は秀吉から松井田城攻略の督促を受けている。焦った北方軍は攻城の勢いを増した。守将の政繁は嫡子を脱出させ、自らは激しく抵抗するも、連合軍の猛攻の前に廓をひとつ、またひとつと落とされ、水の手を断たれ、兵糧を焼かれ、総攻撃から一か月後の4月22日に終に降伏開城した。以降、政繁は北方隊の道案内をすることとなった。

#### 北方隊の関東平野侵入、制圧

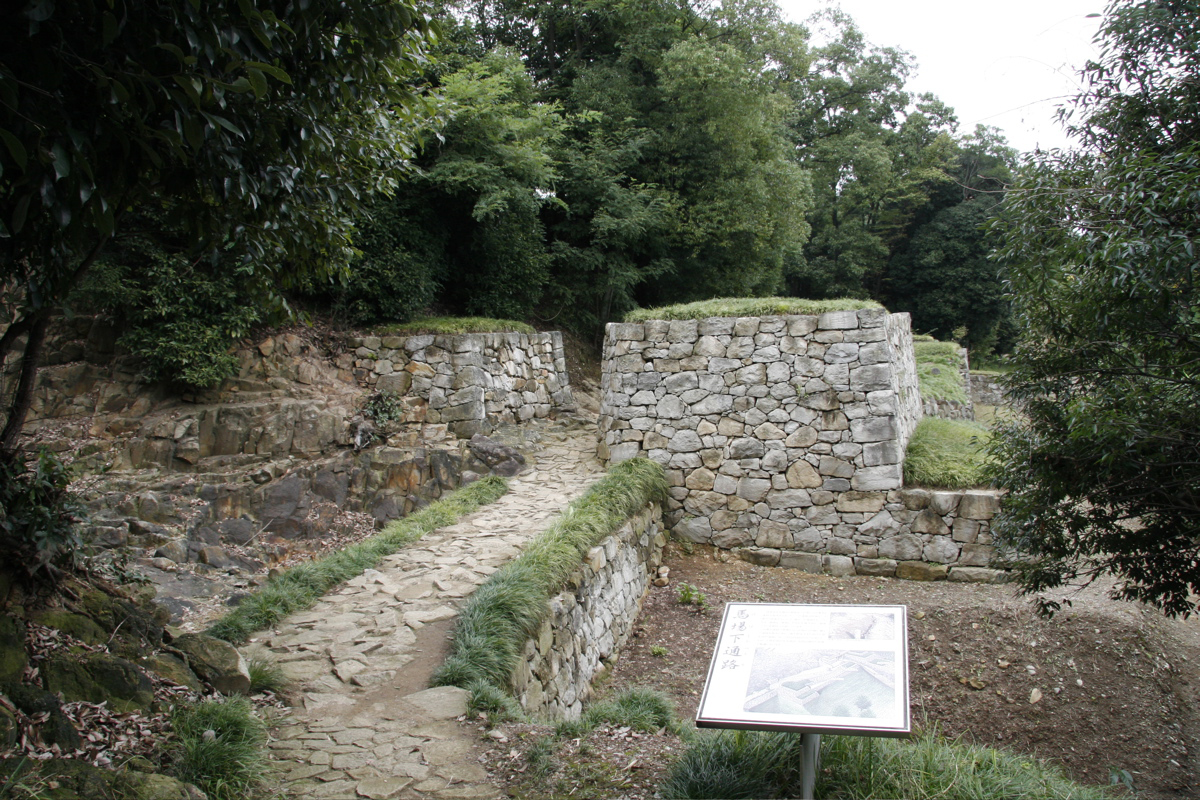
新田金山城

前後して北方隊は4月17日ごろに国峯城、宮崎城の諸城、厩橋城（4月19日）、箕輪城（4月24日）、白井城（5月15日）松山城（5月22日）、その他西牧城、石倉城、新田金山城、大胡城、白倉城（麻場城、仁井屋城）、新堀城など上野・武蔵北西部の各城を開城または攻め落とした。西牧城には72歳の多米周防守長宗なる将が武蔵国から派遣されていたが、攻め手の松平康国兄弟により城は陥落し、多米は城近くの大岩の上で切腹したと伝わる。ほとんどの各城はそれぞれ主力や当主自身が小田原城に籠城しており、留守を預かる程度の兵や城代家臣、近隣領民などしか籠城していなかったため、戦意が高かったとは言い難かった上、圧倒的な軍事力の差を前にしては降伏開城もしくは敗北する外の選択肢が無かった。松山城では当主の上田憲定が主力を率いて小田原城にいたため、城代の山田直安以下、難波田憲次や金子家基、木呂子友則、若林直盛ら約2千300名が松山城に籠城したが、前田利家・真田昌幸・上杉景勝らに包囲攻撃されたために降伏開城した。降軍の3千余騎が前田軍の先手に加わり、八王子城攻撃に参加した。なお、この間に石倉城で松平康国が戦死している。
桐生城の由良国繁も小田原に籠城しており、留守の城は母親の妙印尼が守備していたが、妙印尼が国繁嫡男の貞繁を立てて桐生城を開城し、兵2千を集めて松井田城攻めに加わった。これが評価され、戦後に妙印尼に対して常陸国牛久城5400石が与えられ、由良氏は存続することとなった。
4月末に前田利家は、降伏した大道寺政繁父子を伴って小田原包囲中の秀吉の下へ参陣している。5月1日に自軍へ帰還しているが、護衛の軍勢を引き連れていたとはいえこの時点で既に、上野から小田原間に、豊臣軍の通行の妨害となるものが少なかったことが窺える。なおこの往路で大道寺政繁は自城の河越城に開城勧告を行っている。歴戦の要害・要衝である河越城の本来の守将は先に松井田城で降伏した大道寺政繁であり、城は政繁の子（養子）の直英（大道寺隼人）が大道寺氏の留守守備部隊を指揮していたが、政繁の降伏を受ける形で河越城も降伏開城し前田軍が入城している。以降の大道寺氏の軍は秀吉方の道案内を務め、各城攻めにも加わっている。武蔵国の平野部にある館や城は次々と開城もしくは陥落したが、奥地である秩父方面にまで豊臣軍が進出した形跡は乏しい。浅羽城では当主の浅羽氏ら主力が小田原に籠城したため、生まれつき隻眼の姫や家老らで守備していたが、前田・上杉勢に攻められて落城し、姫は堀に身を投げた。以来その堀跡の池では、魚は全て隻眼である、という伝説が残っている。

#### 南方からの加勢
一方、東海道方面から進出した主軍は、圧倒的多数で小田原城を完全包囲していた。秀吉は包囲勢から兵力を抽出し、北方隊を助ける部隊を編成し、武蔵に進撃させた。浅野長政に率いられた2万を越えるこの軍は前出の相模国玉縄城（4月21日）や佐江戸城、江戸城（4月27日）、と進軍した。4月28日、秀吉は浅野隊に対し、河越城方面で北方隊と合流し、鉢形城を攻略するように命じたが、浅野隊は翌29日に葛西城（4月29日ごろ）。を陥落させると、そのまま下総国方面に侵入した。

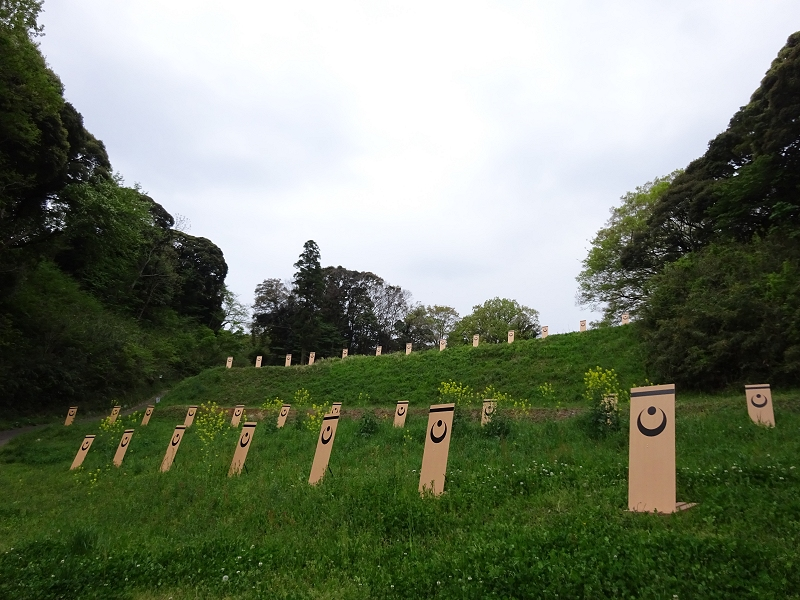
本佐倉城

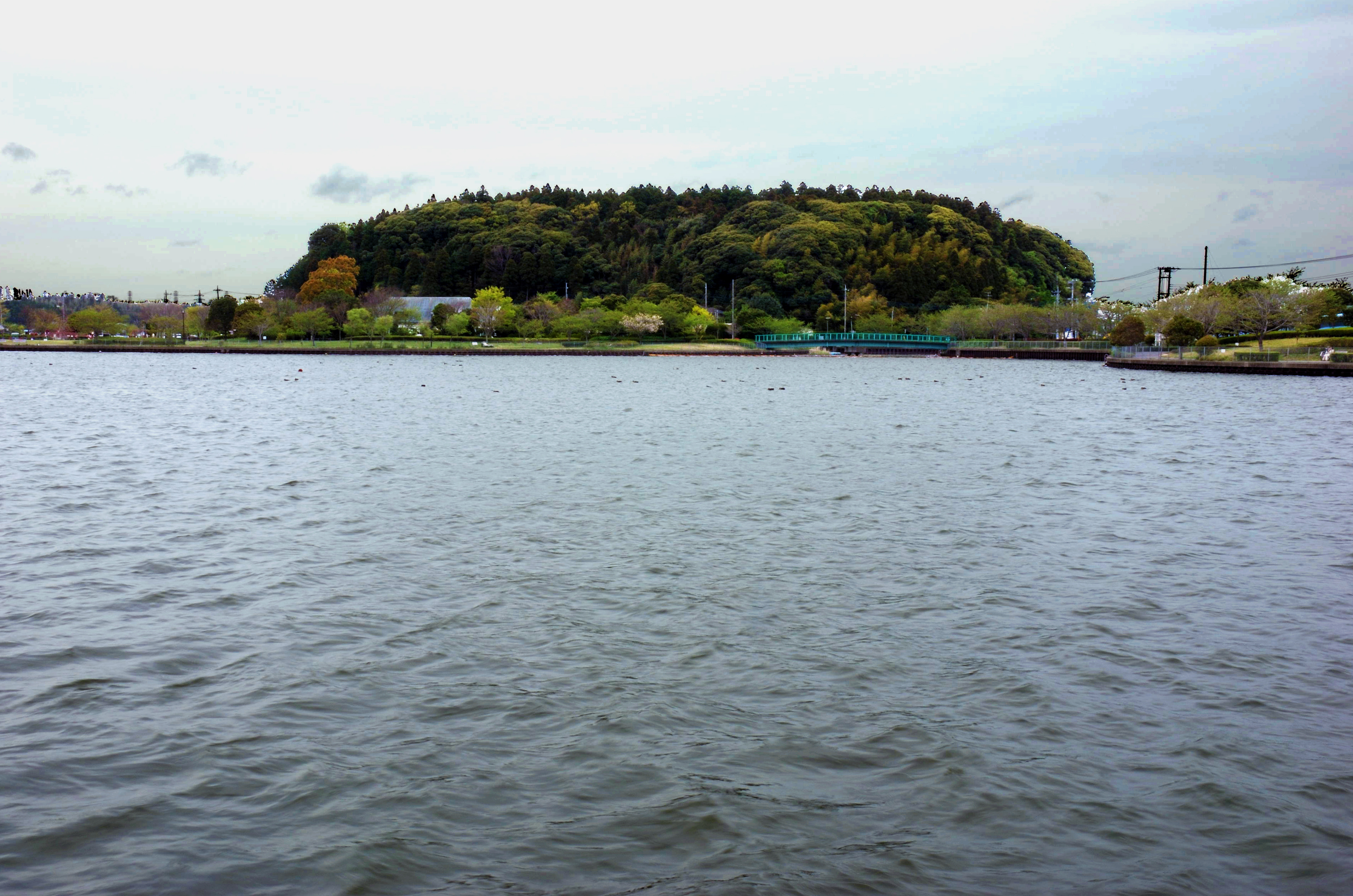
坂田城

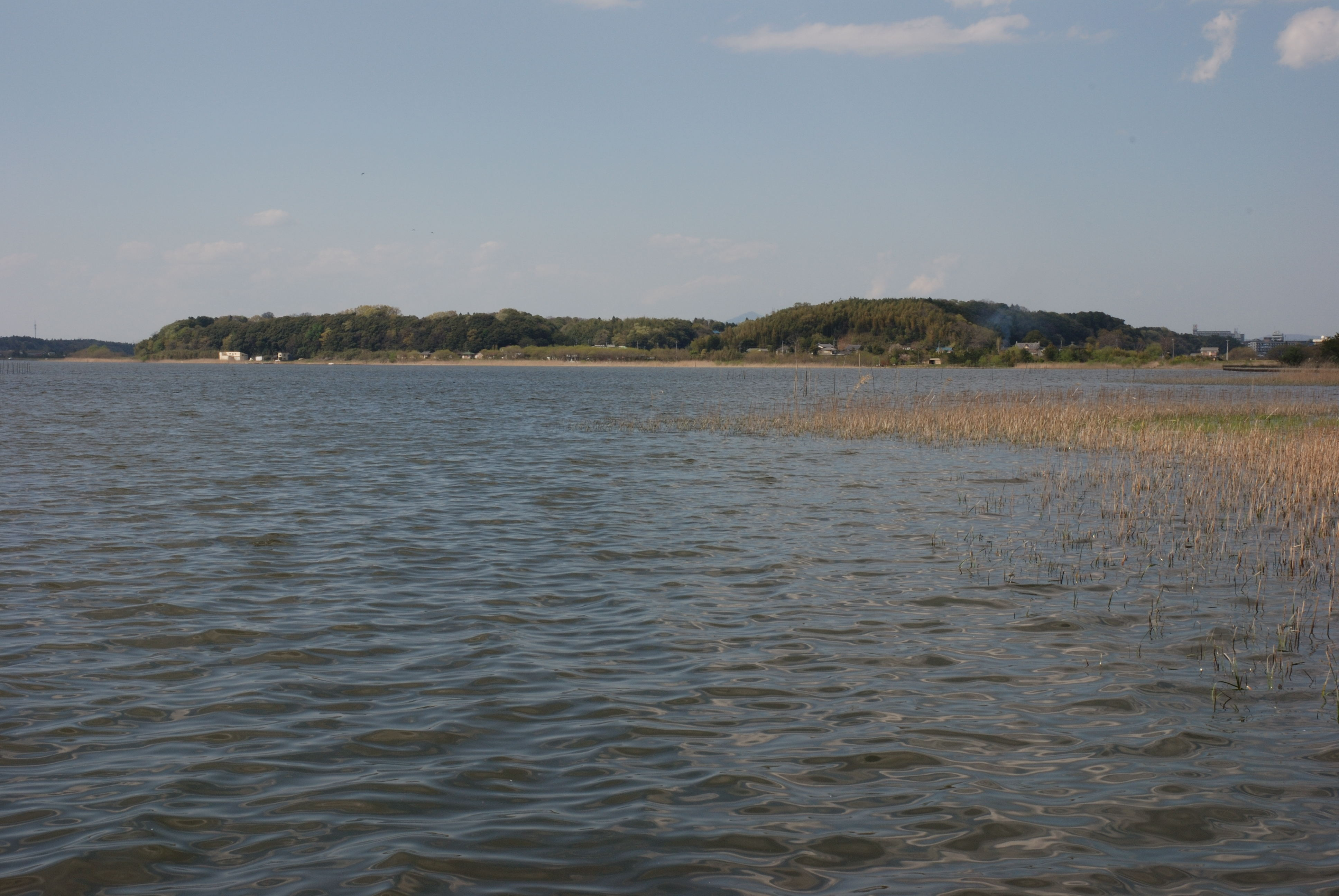
牛久城

浅野長政や木村重茲、徳川家臣（本多忠勝・鳥居元忠・内藤家長・榊原康政・戸田忠次・酒井家次）、玉縄城の降将であり道案内および開城説得役の北条氏勝らで構成された下総方面軍は、小金城、守谷城、岡見氏の牛久城と東林寺城、土岐原氏の竜ヶ崎城、木原城、江戸崎城（5月5日）、原氏の拠点の臼井城（5月10日）、伝統ある武士団千葉氏の本拠であった本佐倉城（5月18日）、成東城、上総酒井氏両家の東金城と土気城（5月10日まで）、上総武田氏の真里谷城庁南城、椎津城、坂田城、小見川城、北生実城（北小弓城）、万喜城、国分胤政の大崎城（矢作城）、簗田晴助・簗田貞助の水海城など、諸城を次々と開城させた。
このあまりの急進撃に、浅野に対して秀吉からは敵である房総諸将の不甲斐無さを詰った上で「房総諸城の攻略は（あまりに簡単過ぎて）戦功として認めない」とする書状が送られたほどであった。ただし5月12日時点でも秀吉は浅野に対し、北方の鉢形城攻略軍に合流するよう指示を出していたため、相当な命令違反行動であり、5月20日には秀吉から浅野・木村両名へ、鉢形城へ向かわない件について長文の詰問状が送られ叱責されている。つまらない城を二万の軍勢で請け取るのではなく、降城は二、三百人の使いを出して請け取ればいいから、早急に鉢形城に包囲軍に加われ、という旨が書かれている。
先の書状の20日時点での浅野らは、命に従い急ぎ軍を返して武蔵国方面に侵攻しており、寿能城や後述する岩付城を攻め、5月21日時点で岩付の二の丸・三の丸を落とした、と秀吉に知らせている。秀吉は「一人残らず討ち果たせ」「女子供は全て連れてこい」と命じたが、浅野は開城条件として城兵の助命をしてしまっており、25日にこの件での再度叱責と、急いで鉢形城へ向かうように、との指示を受けている。ただし浅野は降伏開城処理のため、6月1日まで岩付城に留まっている。
この軍は6月8日には北方軍の前田利家らと合流し、忍城攻めに加わったのち、前田や上杉らとやっと鉢形城の攻略に向かっている。
これら房総・武蔵の諸城の異常ともいえる速さでの陥落の理由は、北方の諸城と同じである。各城が本来動員出来得る兵力のほとんどは、小田原城の籠城戦のために動員されており、当主や城主自身も小田原城籠城に参加していたために、どの城も最低限の守備兵すら確保できない状態での籠城戦となったためである。例を挙げると、下総の小金城の高城氏の動員軍事力は豊臣側が作成した『関東八州諸城覚書』には700騎と記されているが、実際には城主の高城胤則ら大半が小田原城に籠城し、小金城が包囲された時に残されていた守備軍は200騎と軽卒300名であったとされる。原氏の拠点のひとつ（北）生実城が攻略された際、城将の原胤栄が酒井家次に討ち取られたとする説がある。当主を失った原氏はしかし、嫡男の原胤義が小田原城に詰めていたため、原邦房を名代に立てて臼井城に立て籠もったが、上述の通り開城している。本佐倉城の場合、北条氏からの養子である千葉直重も本来の血統の当主の千葉重胤も、共に小田原城に詰めていて留守であった。北方戦線の箕輪城の場合、北条氏としては決して失いたくない重要拠点ではあったが、豊臣方の大軍勢と周辺諸城が続々と陥落していく中、その状況を見た城兵によるクーデターが発生し、主将の垪和氏が追放されて無血開城している。ただし決して北条方が弱かったわけではなく、ある程度の兵士が確保されていた鉢形城や館林城、主将が指揮を執った前出の松井田城、東海道方面でも城主が守将となった伊豆方面の韮山城などは豊臣方も攻め倦み、それらの城を攻略する際は豊臣方にも相応の損失があり、進撃の速度は大幅に落ちている。
また、山中城を脱出し、玉縄城で先に降伏した北条氏勝や重臣である大道寺政繁らの、元北条方の諸将による降伏開城の説得交渉に応じた城もあり、さらに彼ら降将による各城の攻略時の案内、具体的に言えば城の弱点の提供という情報的有利さも影響している。有名な話としては、八王子城攻略の際に、降将から進言された裏門からの攻略を行った件が挙げられる。

#### 岩槻城（岩付城）
天正18年（1590年）5月19日から22日まで続いた。
- 岩付城攻撃軍の編成[55] 計20,000人
  - 浅野長政 約3,000人
  - 木村重茲 2,300人
  - 本多忠勝・鳥居元忠・平岩親吉・河窪信俊など徳川勢

- 岩槻城守備軍（北条氏房（太田氏房）の留守部隊。）
  - 宿老の伊達房実、宮城為実、妹尾兼延、野本将監、松浦康成、山本正次など） 約2,000人
  - 長林院（北条氏政妹、太田氏資室）、小少将（太田氏房室）

岩付城は城主の氏房により、来たるべき豊臣軍の来襲に備えて城の防御力を上げるため、城を囲む長大な堀（惣構え）を新たに構築してあった。しかし氏房以下の主力は小田原城に籠城したため戦力を欠き、付家老である伊達房実の指揮の下で数日間の激戦が行われたが、彼我の戦力差は如何ともし難かった。19日に惣構えは破られている。攻撃側は秀吉から、早々に鉢形城攻めに取り掛かるように、との再三の叱咤督促を受けていたため、城に対して持久戦ではなく短期決戦とすべく火攻めと力攻めで圧した結果、籠城側は兵のほぼ半数である1千余人の死傷者を出したのち降伏した。秀吉からは「岩付の兵は全て殺し、女子供は全て連行するように」との指示があったが、責任者の浅野は生き残った者や女子供を助命し、つまりは秀吉の指令に反する形となった。この命令無視に対してもまた、浅野は秀吉から叱責を受けている。
史料によっては本丸が降伏した際には非戦闘員しか生存しておらず、伊達房実以下の戦闘員は全て死亡していた、ともされる。また、北条氏政妹の長林院が、城内の特に非戦闘員を指揮し、鼓舞していたとする話も伝わる。開城後、助命された非戦闘員の内に長林院と太田氏房の室（小少将）がいたが、これを世話できるものがいなかったため、小田原征伐が始まる前に拘束されていた石巻康敬が派遣され、二人を保護した。
開城後の受取には福原長堯が派遣され、戦後処理と留守居を勤めた。

#### 鉢形城

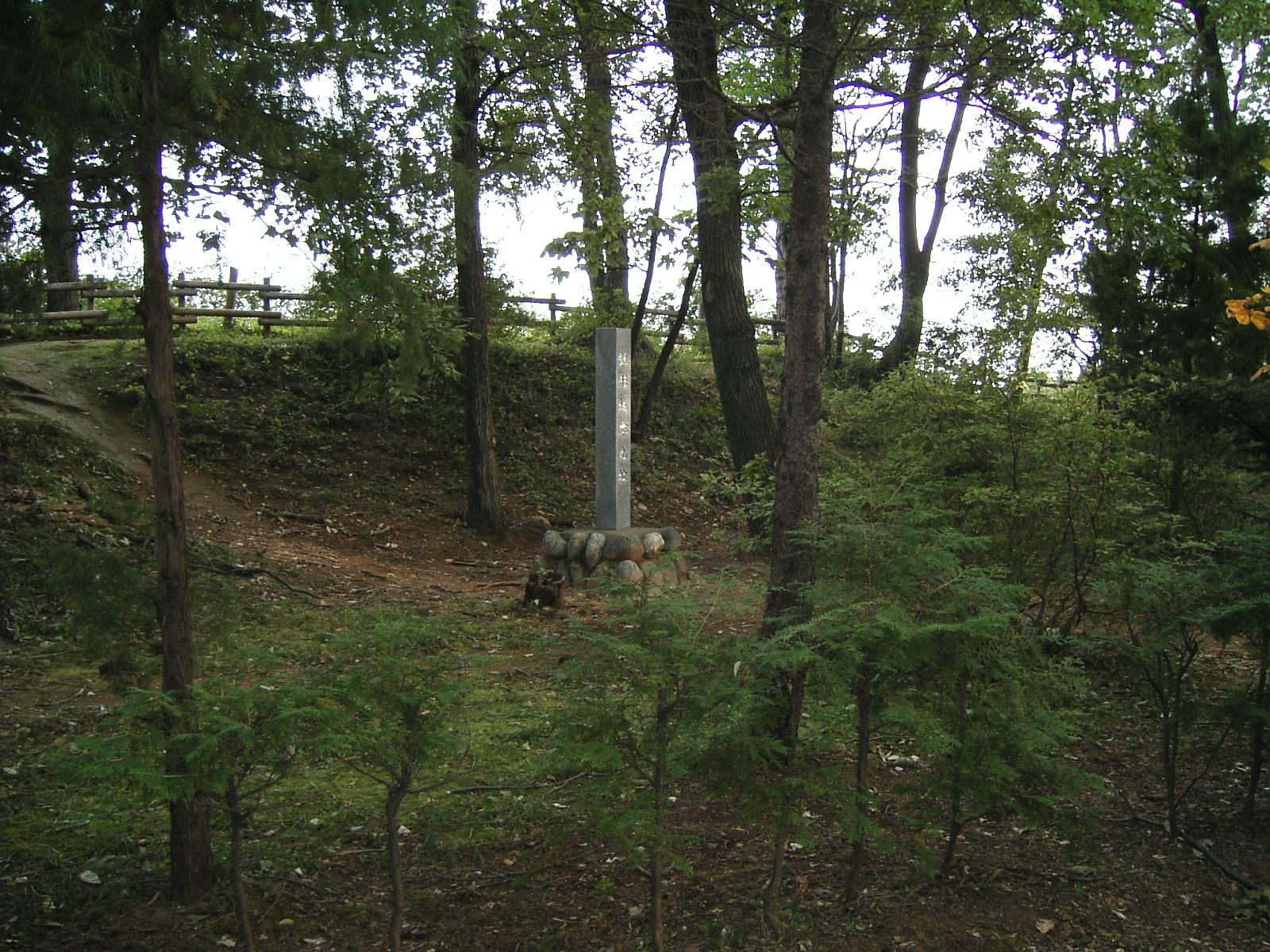
鉢形城址

天正18年（1590年）5月14日から6月14日まで続いた。
- 鉢形城攻撃軍の編成[55] 約35,000人
  - 前田利家 18,000人
  - 上杉景勝 10,000人
  - 真田昌幸 3,000人
  - （大道寺政繁）先に松井田城開城で降伏し、道案内となっていた。
  - 浅野長政 3,000人（小田原陣から来た援軍）
  - 木村重茲 2,300人（小田原陣から来た援軍）
  - 本多忠勝、島田利正、鳥居元忠（徳川氏家臣。小田原陣から来た援軍）

- 鉢形城守備軍（藤田氏邦（北条氏邦）） 約3,000人

鉢形城城主の氏邦は北条当主一族であり、政治にも軍事にも功のある人物であった。小田原城籠城策に反対して氏政らと意見が対立した。氏邦は籠城より先に積極的な野戦迎撃を説き、駿河国に打って出ること、平野部での大規模な野戦を主張したが容れられなかった。このため、小田原ではなく自城に帰還して籠城した。後詰めもなく、彼我の差は10倍以上であったが、家臣らと籠城戦を戦った。秀吉は鉢形城の動静を気にしていたらしく、小田原陣から分離した援軍の浅野軍に対し、北方軍と合流して早急に鉢形城を攻略するよう、何度も何度も指示を出している。
6月13日、忍城攻略を行っていた北方軍と浅野軍が分かれ、鉢形城の本格攻略に向かった。浅野軍であった本多忠勝が近隣の山に大砲を運び上げ、城に向かって打ち込み始めると被害は甚大となり、城兵の助命と引き換えに守将の氏邦は開城した。鉢形城攻将の前田利家が氏邦の助命嘆願を行い、氏邦は剃髪することで一命を許された。戦後、身柄は前田の預かりとなり、前田領内の能登国津向（現在の石川県七尾市）に知行1000石を得た。また、猪俣邦憲ら氏邦家臣の一部も利家に預けられて、後にその家臣となっている。
浅野長政と真田昌幸は忍城へ向かい、包囲軍に戻った。

#### 館林城
- 館林城攻撃軍の編成
  - 石田三成
  - 大谷吉継
  - 長束正家
  - 鈴木重朝
  - 北条氏勝
  - 北関東諸侯（反北条氏諸侯）
    - 佐竹義宣
    - 宇都宮国綱
    - 多賀谷重経
    - 水谷勝俊
    - 結城晴朝
    - 佐野房綱
    - 大田原晴清

忍・館林を攻略するよう命じられた石田三成・長束正家らは、下野方面の関東諸侯と合流し、館林城を攻めた。
5月29日に館林城を攻略し、忍城の攻略に移動した。
この落城の際、次のような話が伝わる。館林城は築城時の狐伝説が残る城であるが、この城は沼地に囲まれた天然の要害であったため、数日間をかけて攻めるも効果が少なかった。このため豊臣方は近隣の山から木材を伐採し、一日をかけて城の周辺に木道を構築して城攻めの道を作った。翌朝から本格的な攻勢を行うつもりであったが、朝になるとこの木道はひとつ残らず消え失せていた。警備の兵も誰も、異常に気がつかなかった。

#### 忍城の戦い
天正18年（1590年）6月5日から7月17日まで続いた。
- 忍城攻撃軍の編成[55] 2 - 5万人
  - 石田三成 1,500人
  - 大谷吉継
  - 長束正家
  - 鈴木重朝
  - 北条氏勝
  - 北関東諸侯（反北条氏諸勢力）
    - 佐竹義宣
    - 宇都宮国綱
    - 多賀谷重経
    - 水谷勝俊
    - 結城晴朝
    - 佐野房綱
    - 大田原晴清

  - 増援
    - 浅野長政
    - 直江兼続 3,000人
    - 真田昌幸・真田信幸・信繁 3,000人

- 忍城守備軍（成田氏長の配下） 500余の兵と城下の民合計3,000人
  - （成田泰季）- 直前に死去
  - 成田長親 - 羽生城主。泰季の息。
  - 善照寺向用斎
  - 本庄泰展
  - 甲斐姫
  - 豊島頼重（豊島信満の父）

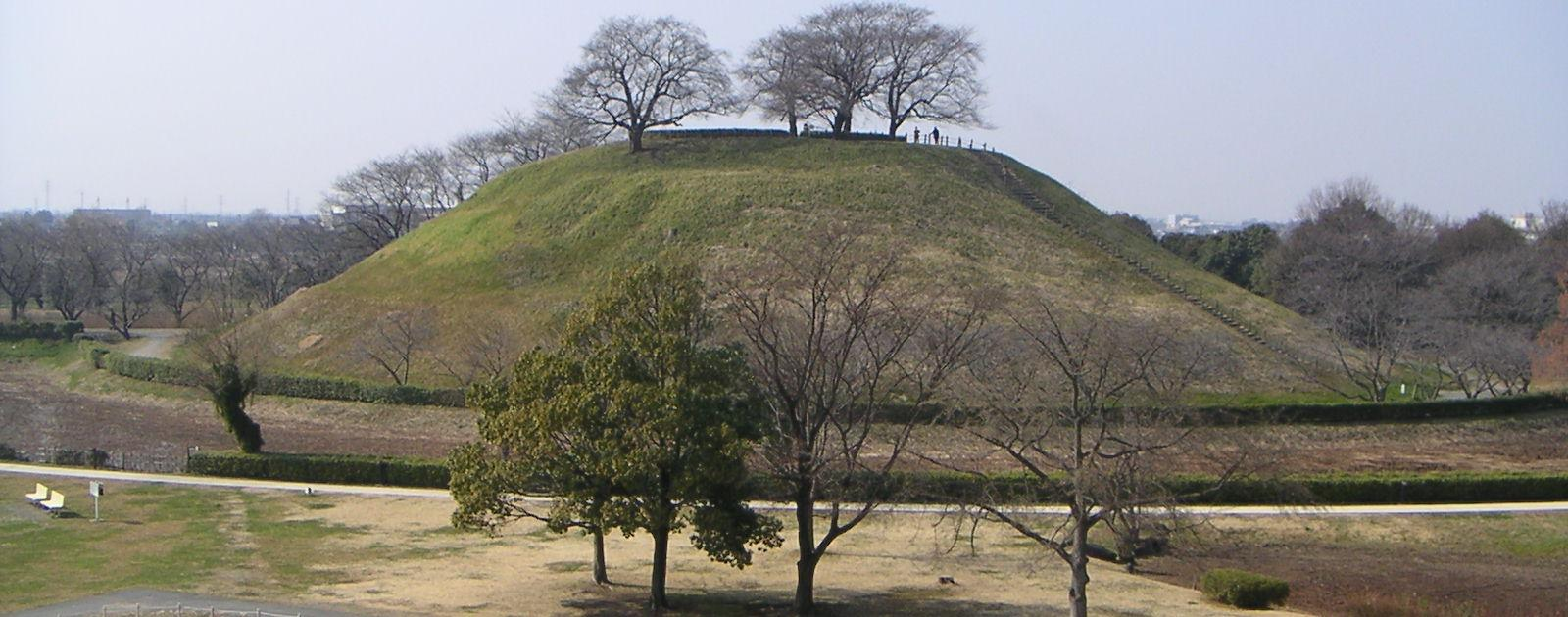
石田三成が布陣した丸墓山古墳

石田三成・長束正家らは館林城を攻略したのち軍を返し、6月4日ごろから忍城に取り掛かった。
忍城の成田氏当主の成田氏長と弟の泰親が小田原城に籠城したため、城は一族などの留守部隊と近隣の領民だけの寡兵となっていた。当初の籠城軍の主は氏長の叔父の成田泰季であったが、籠城戦の始まる直前に死去したため、一族郎党相談の上で泰季の子の長親が指揮を執ることとなった。
当初は6月8日ごろに前田利家・上杉景勝・真田昌幸ら北国勢と、浅野長政や木村重茲・徳川勢からなる浅野隊が合流し、彼ら主導で忍城攻撃が行われたが、忍城は沼や河川を堀として効果的に利用した堅城であり、豊臣軍は攻めあぐねた。秀吉からは利根川を利用した水攻めの指示があったが、石田三成は秀吉に対し、もっと積極的な攻勢をかけるべきではという伺いを行った。しかし6月12日の秀吉からの返信では、三成に対し改めて水攻めの注意点を事細かに指示している。翌13日、北国勢と浅野隊は離脱し鉢形城攻めに向かった。
攻め手は石田三成を大将、長束正家を副将として佐竹義重や宇都宮国綱、結城晴朝、北条氏勝、多賀谷重経、水谷勝俊、佐野房綱などの常陸、下野、下総、上野の諸将を先鋒に、本陣を忍城を一望する近くの丸墓山古墳（埼玉古墳群）に置いて忍城を包囲し、利根川から忍城付近までの長大な貯水堤（石田堤）の築堤が進められた。

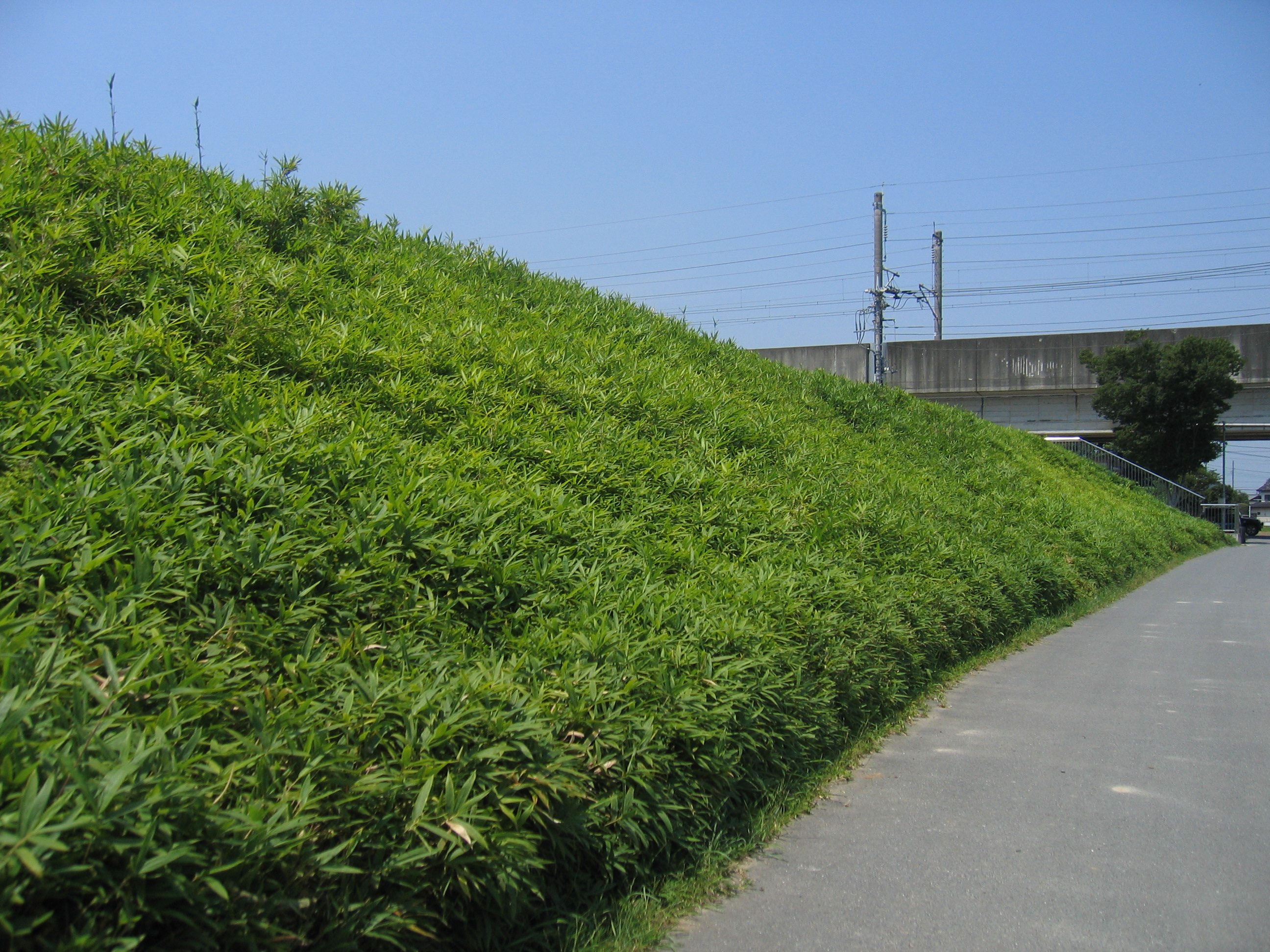
現在残る石田堤

しかし予想に反して利根川の水量が貧弱であり、水攻めの効果は薄かった。その後の増水により水攻めに光明が見えたが、城方が堤を一部破壊し、そこから決壊して豊臣方に溺死者が出た。結果として城周辺は大湿地帯となり人馬の行動が困難になり、すなわち力攻めも困難となり、忍城攻めは7月に入っても続くことになった。鉢形城を落とした浅野長政や真田昌幸・信繁親子らが増援となり攻撃は続いたが、秀吉は力攻めではなく水攻めを続けるように指示した。その後の再三の攻撃も凌いだ忍城は落城しないまま、小田原城が先に開城してしまった。小田原で降伏した氏長の説得により、忍城は開城した。城の接収には浅野長政らが務めた。この際の浅野指揮下に、秀吉軍に臣従した大田原晴清がいる。

#### 八王子城の戦い
天正18年（1590年）6月23日。
- 八王子城攻撃軍の編成 総勢15,000人
  - 上杉景勝（藤田信吉など）
  - 前田利家（青木信照・荒木善太夫など）
    - 前田利長

  - 木村重茲
  - 真田昌幸
  - 山崎片家
  - 元・北条降将
    - 大道寺政繁

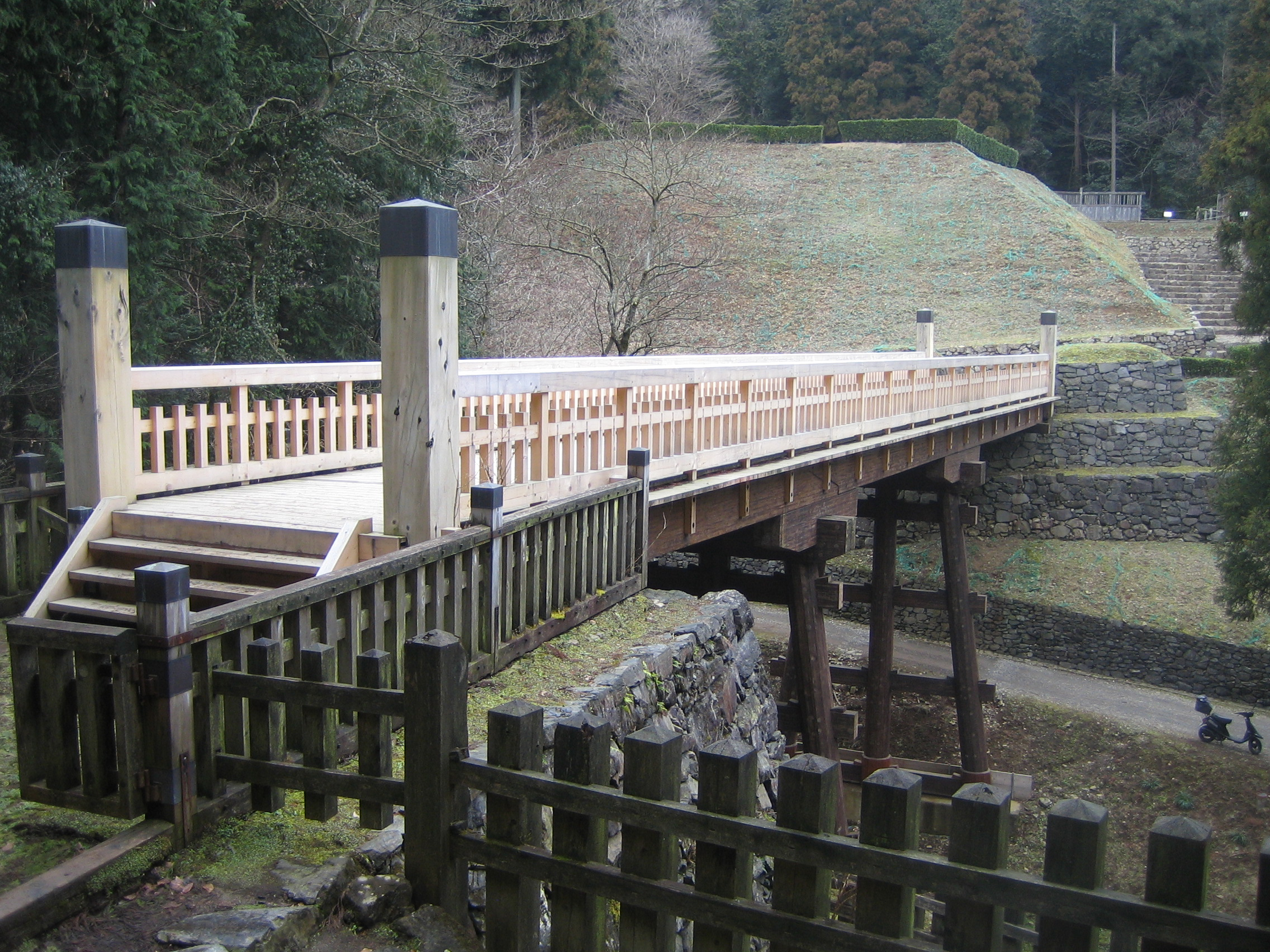
曳橋（推定復元）と御主殿石垣（一部復元）

    - 松山城降将（上田氏、山田直安、難波田憲次、金子家基、木呂子友則、若林直盛など）
    - 小幡衆（当主は小田原城籠城中）

- 八王子城守備軍（北条氏照の配下）および領民 総勢3,000人

八王子城攻めには、上杉景勝・前田利家らの部隊約1万5,000人が動員された。当時八王子城は城主・氏照が不在で、場内には城代の横地吉信、家臣の狩野一庵、中山家範、近藤綱秀、設楽能久および近隣の農民・婦女子ら約3,000人が立てこもっていたとされる。先に松井田城で降伏開城した大道寺政繁の手勢も攻撃軍に加わり、城の搦手の口を教えたり、正面から自身の軍勢を猛烈に突入させたりなど、攻城戦に際し働いたとされている。金子氏は城内にも、攻め手にも金子氏がいたため、同族が戦うこととなった。
豊臣方は前夜のうちから城の大手と搦手の双方から侵攻し、力攻めにより早朝には要害地区まで守備隊を追いやった。その後は激戦となり攻め手も1000人以上の死傷者を出し、一時は攻撃の足が止まったが、上杉景勝の下にいた藤田信吉の家臣の平井無心がこの周辺の地理に詳しく、抜け道を案内した。この搦め手側別働隊の奇襲が成功して、その日のうちに城は陥落した。氏照正室の比左を初めとする城内の婦女子は自刃、あるいは御主殿の滝に身を投げ、滝は三日三晩、血に染まったと言い伝えられている。獲られた将兵の大量の首は、本来の城主である氏照も籠る小田原に運ばれ船に並べて堀に浮かべられ、または捕虜にした者を小田原城の城門近くに晒すなどして、八王子落城の現実を小田原城守備兵に見せ付けることで、豊臣方は小田原城の早期開城を迫った、と伝わる。
城代の横地監物以下の残兵は脱出し、多摩のさらに奥地であり平山氏重の守る檜原村の檜原城を目指した。山間部にある檜原城にて平山氏重以下は奮戦したが、前田利家や上杉景勝らの大軍勢には敵わず7月12日に落城し、氏重ら平山一族は城下で自刃した。城には情報が伝わっていなかったが、この落城時、小田原城は既に降伏開城となっていた。
八王子城には開城以降、前田軍と上杉軍が在陣した。

### 関東諸侯の動き

#### 開戦前夜

伊達政宗騎馬像

北方の伊達政宗と対立していた佐竹氏は、早くから中央の織田氏や豊臣氏と連絡を取っていた。伊達氏は佐竹氏を挟む形で小田原北条氏と同盟関係にあり、佐竹氏は伊達氏を挟む形で上杉景勝と友誼を深めていた。一方、北関東の小諸侯はその動静として、小田原の傘下となるか、あくまで逆らい滅亡の道を辿るかの選択を迫られていた。佐竹氏はそのような諸侯を庇護し、あるいは縁戚となることで、反北条氏の連合を形成していた。
前年の天正17年（1589年）、摺上原の戦いの結果、佐竹義重の次男の蘆名義広は伊達政宗に破れ蘆名氏は勢力を失い、南奥州の諸侯が伊達氏の傘下に下った。ただしこれは惣無事令に違反しており、豊臣氏の出兵理由ともなっている。これにより南北を伊達と北条に挟まれた佐竹氏は、存続の危機に陥っていた。下野国でも北条氏の圧迫は強まり、傘下に降る勢力も多くなっていた。抗戦した宇都宮氏は天正17年（1589年）9月に北条氏邦に宇都宮城や多功城を攻められ、家臣にも北条氏へ下る者が現れる中、本拠を要害の多気山城に移し徹底抗戦の構えを見せるも、風前の灯と言ってよい状況であった。なおこの宇都宮攻めも豊臣氏の総無事令に違反しており、北条氏征伐の名目の一つとなっている。
このような状況の中、豊臣氏による小田原征伐が号令された。

#### 常陸国と下野国

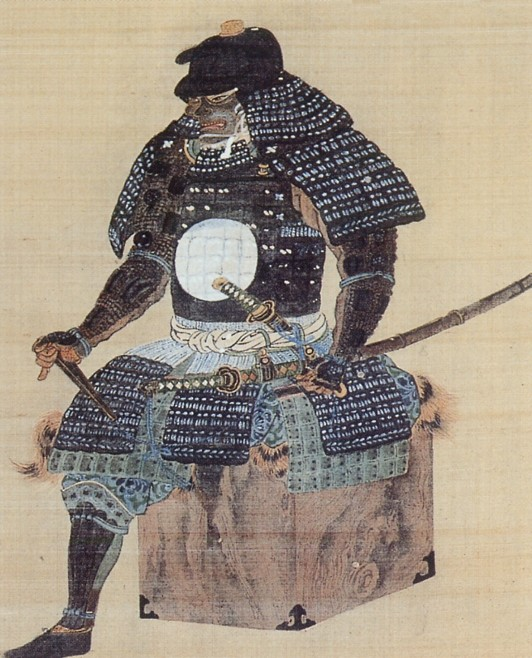
佐竹義宣

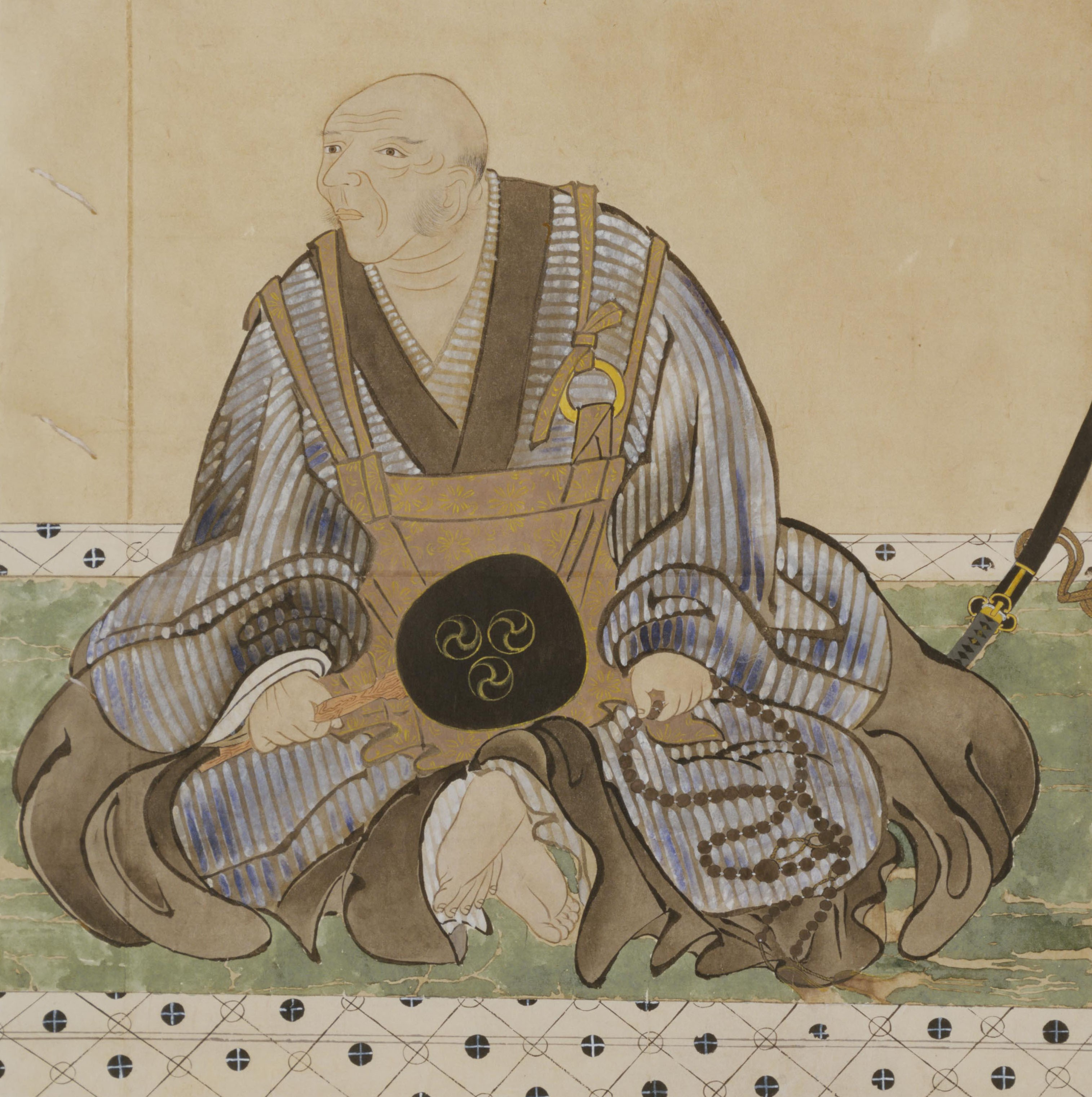
結城晴朝

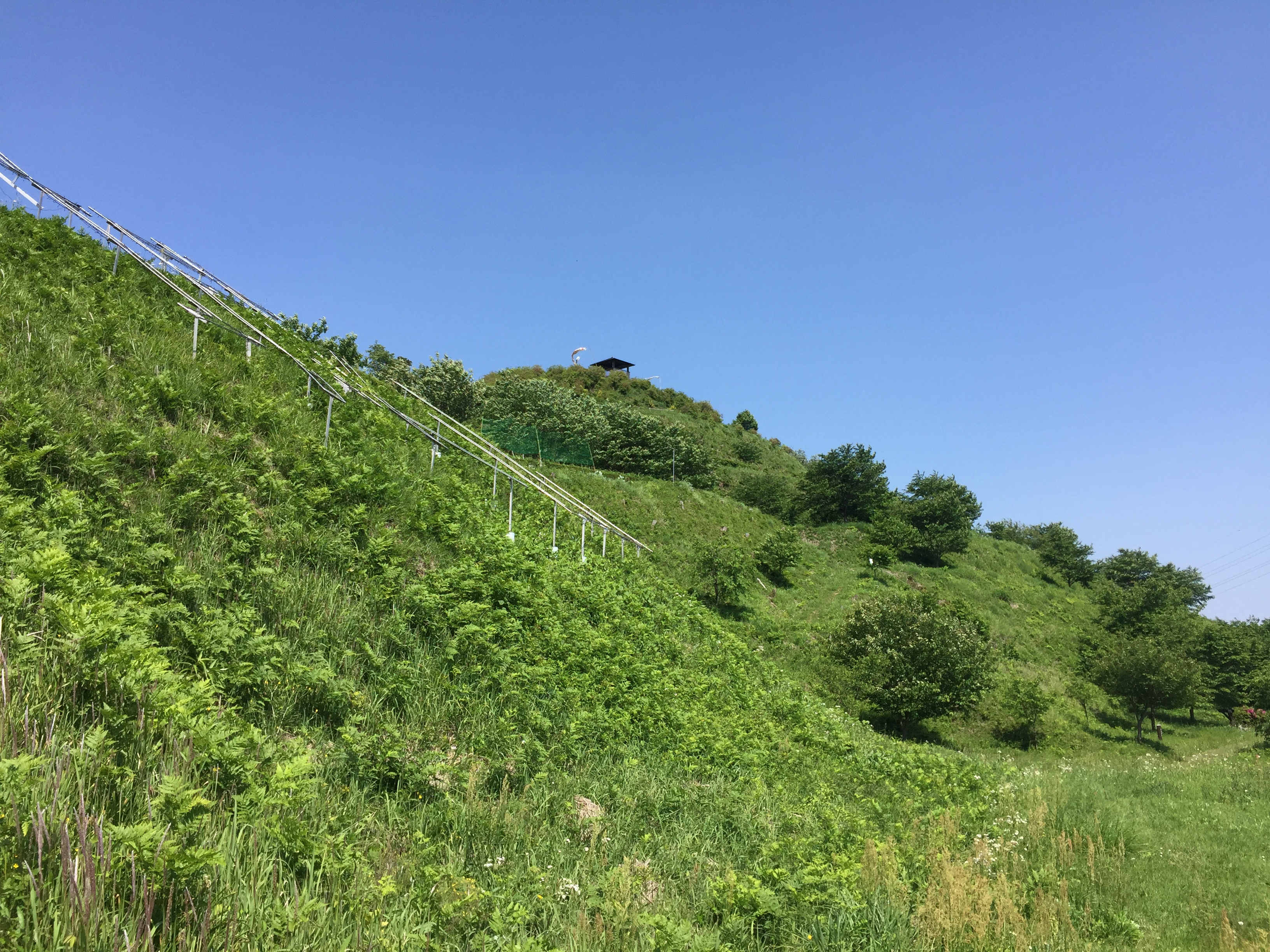
皆川城跡

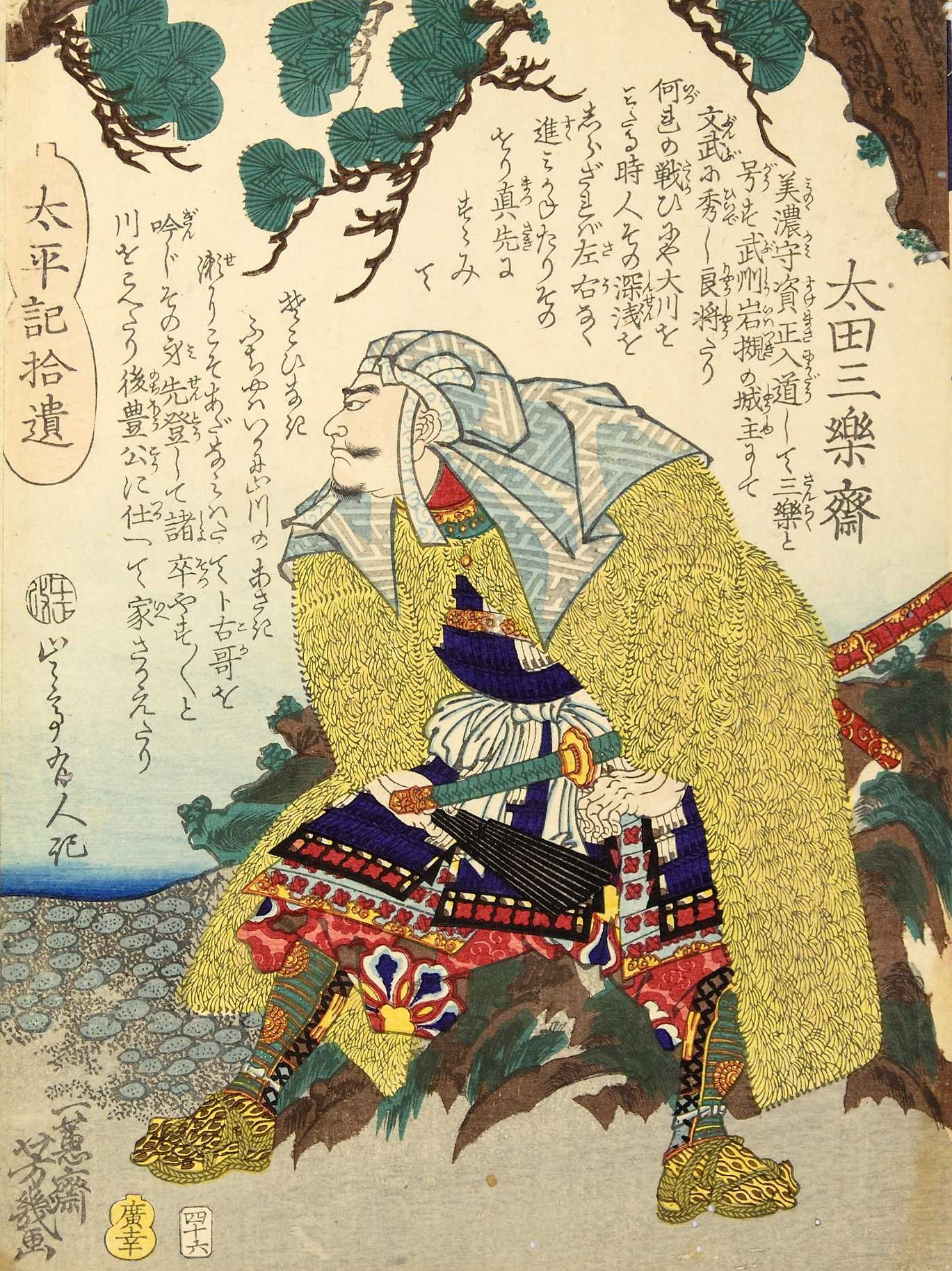
太田三楽斎（資正）

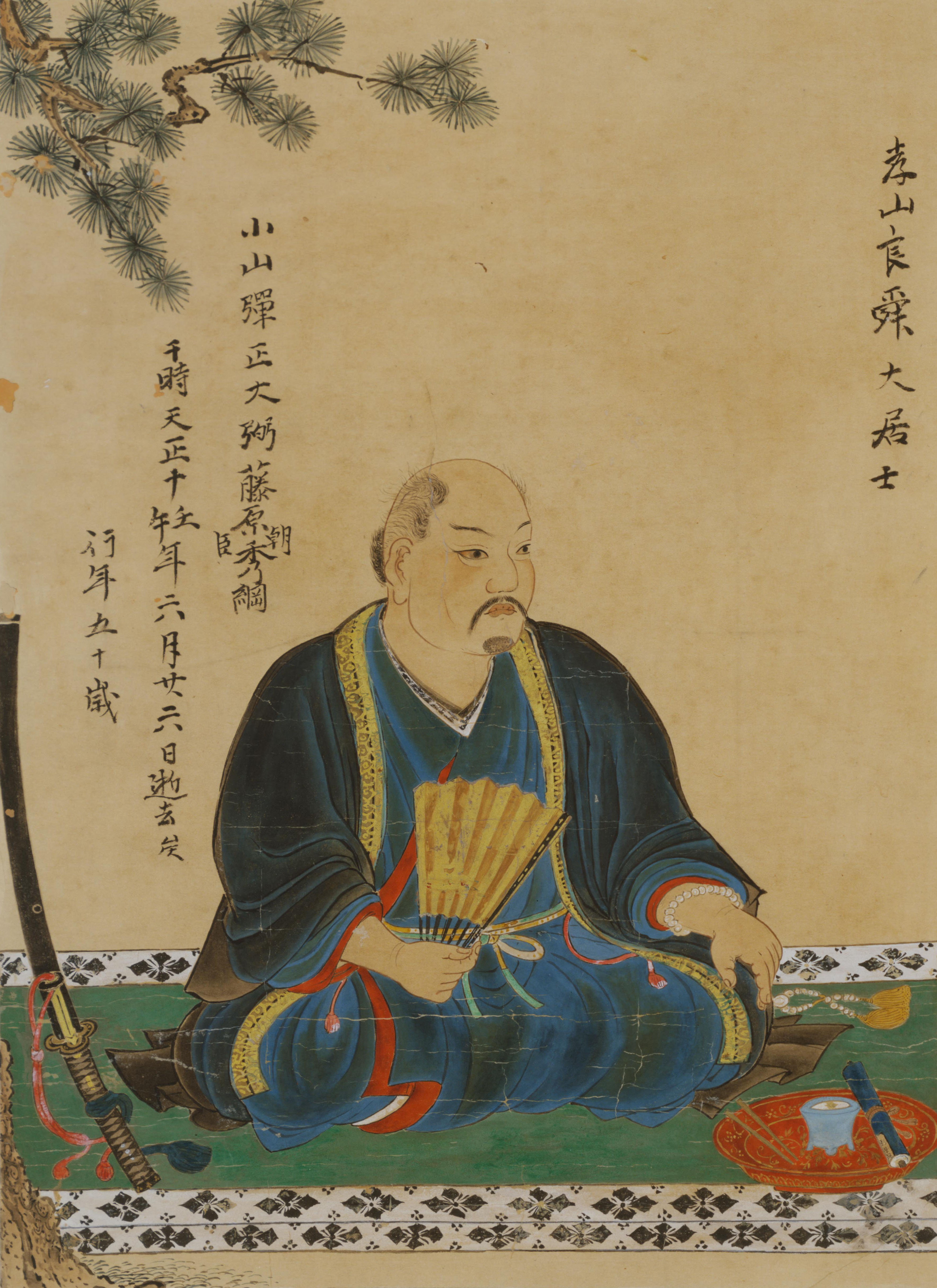
小山秀綱

当初、南奥州にて佐竹義重の嫡男義宣は伊達政宗と対陣していたため、身動きが取れなかった。一方下野や常陸の北条方の諸侯は皆、兵力を従えて小田原城籠城に加わることを義務付けられていたため、これらの手薄となった北条方の城は4月下旬から5月にかけて、佐竹氏を中心とする反北条氏の諸侯によって次々と陥落させられた。結城晴朝と朝勝は小山秀綱の小山城と近藤実方の榎本城を5月半ばまでに奪い、佐竹勢と宇都宮国綱や芳賀高継・多功綱継は壬生義雄が留守の鹿沼城や壬生城に4月16日に攻撃を開始し、29日に占拠した。皆川広照が留守の皆川城も開城された。しかし北条氏に屈服して数年来、宇都宮氏や佐竹氏と抗争してはいたが、もともと豊臣側と誼を通じていた皆川広照は、4月8日に小田原城を脱して包囲する豊臣側の陣所に投降していたため、皆川氏に城は返還され、徳川氏の附属として本領安堵された。
さらに義宣は宇都宮国綱らと共に兵1万を伴って豊臣方に参陣し、5月24日に、結城晴朝と多賀谷重経、5月27日に佐竹義宣と宇都宮国綱、結城朝勝らが小田原にて秀吉と面会を果たした。そのまま忍城攻めに加わり、戦後は奥州仕置などにも従った。元々豊臣氏の幕下に加わっていた上に、これらの戦功が認められ、佐竹氏は8月1日に常陸一国の采配を任された。これにより、真壁氏や戸村氏・車氏・小野崎氏など、旧国人系の勢力が正式に佐竹氏の家臣となることとなった。南常陸には反北条勢力として水戸城の江戸重通や府中城の大掾清幹がいたが、この両者はお互いを牽制し、小田原に参陣することができなかった。この両者は参陣できない件について佐竹氏に執り成しを依頼しているが、佐竹氏はこれを黙殺した。このため江戸氏と大掾氏の領土は安堵されず、同年12月、豊臣政権を後ろ盾に佐竹氏は両者を攻め落とした。佐竹氏と長年死闘を繰り広げていた北条方の小田氏治も領地を没収され、翌天正19年（1591年）2月には、常陸南方の鹿島・行方両郡の南方三十三館と称される鹿島氏など大掾氏一族の国人領主は、佐竹氏本拠の太田城に招かれた席で一度に謀殺された。さらに同年、江戸氏支族の抗争に乗じ、額田城の小野崎昭通を攻め、秀吉からの退城勧告を突きつけた。額田小野崎氏は下野の大関氏を頼って落ちて行き、さらに日光中禅寺に逃れ、伊達氏の庇護を得た。こうして豊臣政権を後ろ盾として佐竹氏は常陸一国を統一した。
元は岩付城主であった太田資正と資武親子は、北条氏との幾多の抗争の後、佐竹氏に客将扱いで庇護されていた。親子は秀吉に謁見し、翌年の江戸氏・大掾氏攻略にも功績を挙げたが、旧領岩付帰還は叶えられなかった。資武はのちに結城氏の招きに応じて結城家臣となった。
宇都宮仕置を経て、下野国内では小山氏や壬生氏の所領が没収された。小山秀綱は実弟の結城晴朝の下に身を寄せた。結城晴朝は11万石の所領を安堵され、結城家臣の下館城主の水谷正村や下妻城主の多賀谷重経・山川朝信らも所領を安堵され、結城氏の与力大名となった。宇都宮氏は18万石の所領を安堵されたが、最盛期よりは所領は小さくなった。前年から上方の豊臣氏に臣従していた塩谷氏も所領は安堵された。ただし秀吉からは「佐竹、宇都宮ならびに家来のものども多賀谷、水谷」に対して、不要な城を破却するように、との命が出され、領内の小城や砦が破却された。
伊達政宗に対しては浅野長政らが説得命令を続けた結果、彼我の差を鑑みた伊達氏主従は4月15日に会津黒川城を一旦出立した。政宗母親の義姫による実弟の伊達小次郎（政道）擁立および政宗毒殺未遂、政宗による政道謀殺などの話が残るのはこの時期である。順当に考えれば会津から下野国方面へ出るのが小田原への最速最短の行路であるが、戦場となっている北条領を通過することになり、仇敵佐竹氏らと出会う可能性もあるためルートを変更せねばならず、一旦黒川に帰還したのち5月9日に再度出立、米沢から小国を経て日本海側に至り、上杉景勝の所領である越後国から信濃国-甲斐国を経由して、5月27日に甲府に到達した。ここで伊達氏との取次窓口となっていたが関東平定に出陣していた浅野長政に対し、小田原に帰陣していて欲しいと連絡している。伊達氏一行は6月5日に小田原へ到着している。惣無事令違反を問われたが、蘆名氏を滅ぼしたのは親の敵討ちである、と弁明した。伊達氏は本領を安堵されたものの、宇都宮仕置や奥州仕置を経て、前年に獲得した会津すなわち旧蘆名領は没収された。

#### 下野国諸侯の動静

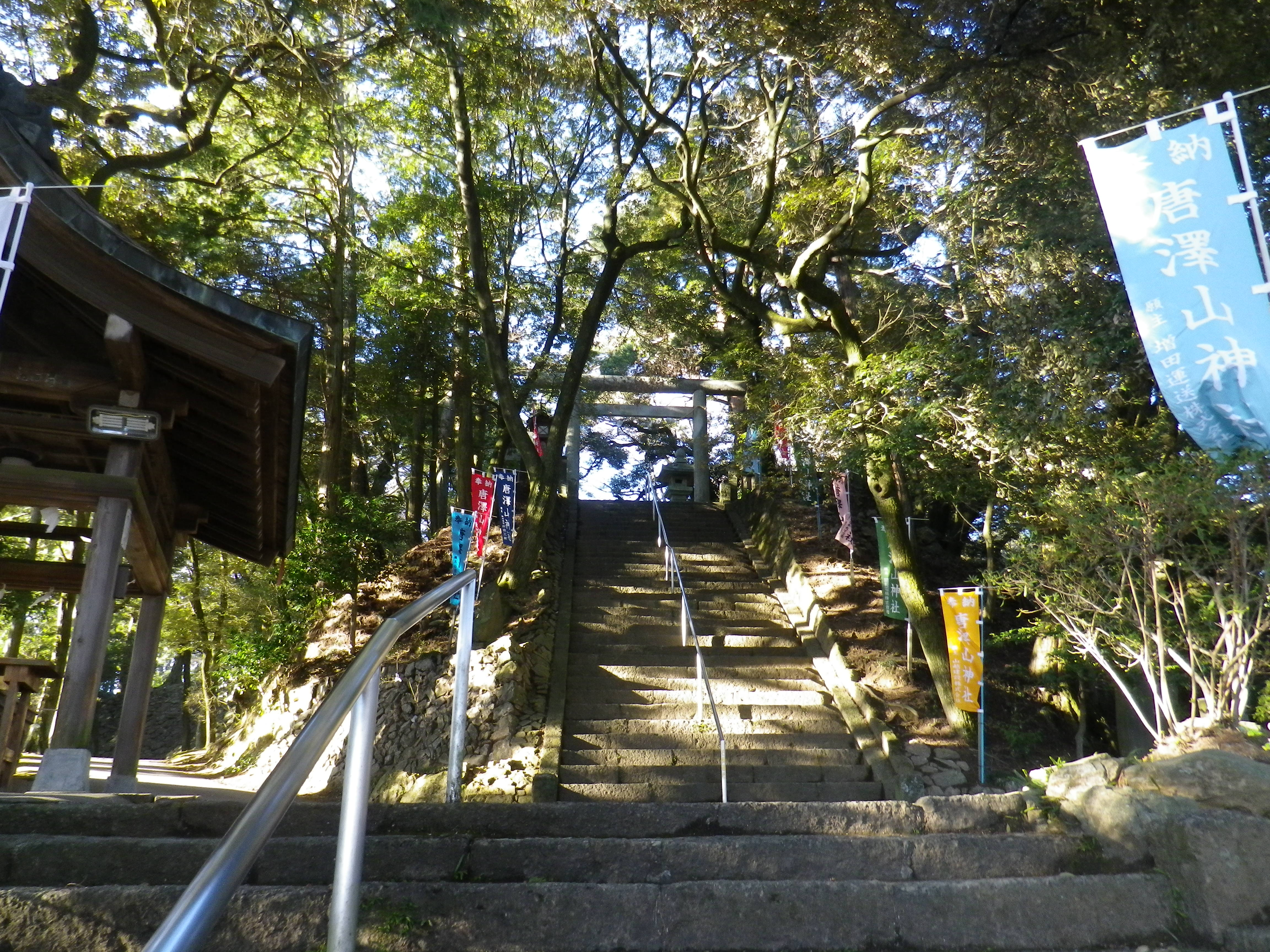
唐沢山城

下野国唐沢山城の佐野氏は、先代の佐野宗綱が天正13年（1585年）元旦に戦死した後、北条氏から氏忠を迎え当主とした。佐竹氏から養子を迎えることを画策していた佐野房綱や山上道及は不満を持ち、上洛して豊臣秀吉に裁可を訴えていたが、北条氏はこれを無視した。このため反北条氏の家臣らは出奔し、房綱や山上らは上方で豊臣氏に仕えていた。小田原征伐が構想されると房綱らに対し、関東地方の絵図面の作成が命じられ、房綱は山上道及らに依頼し関東諸国の山河、城、街道を詳細に色分けして描き、加藤清正に提出した。東征が始まると房綱と道及は佐野家に対して集結を呼びかけたが、思ったより少数の兵しか集まらず秀吉に落胆されたと伝わる。ただしこのころ佐野氏の主軍は他の諸勢力と同様に、北条一門である佐野氏忠に率いられて小田原籠城に加わっていたため、集まりが悪い理由も推測できる。房綱らは碓氷峠を越えて来た北方軍に加わっており、道案内も務めていた。天下の要害ではあるが寡兵の守る唐沢山城は4月28日に開城となり、北条氏の勢力は一掃され、佐野房綱が城を受け取り佐野氏の当主として認められ、本領安堵された。

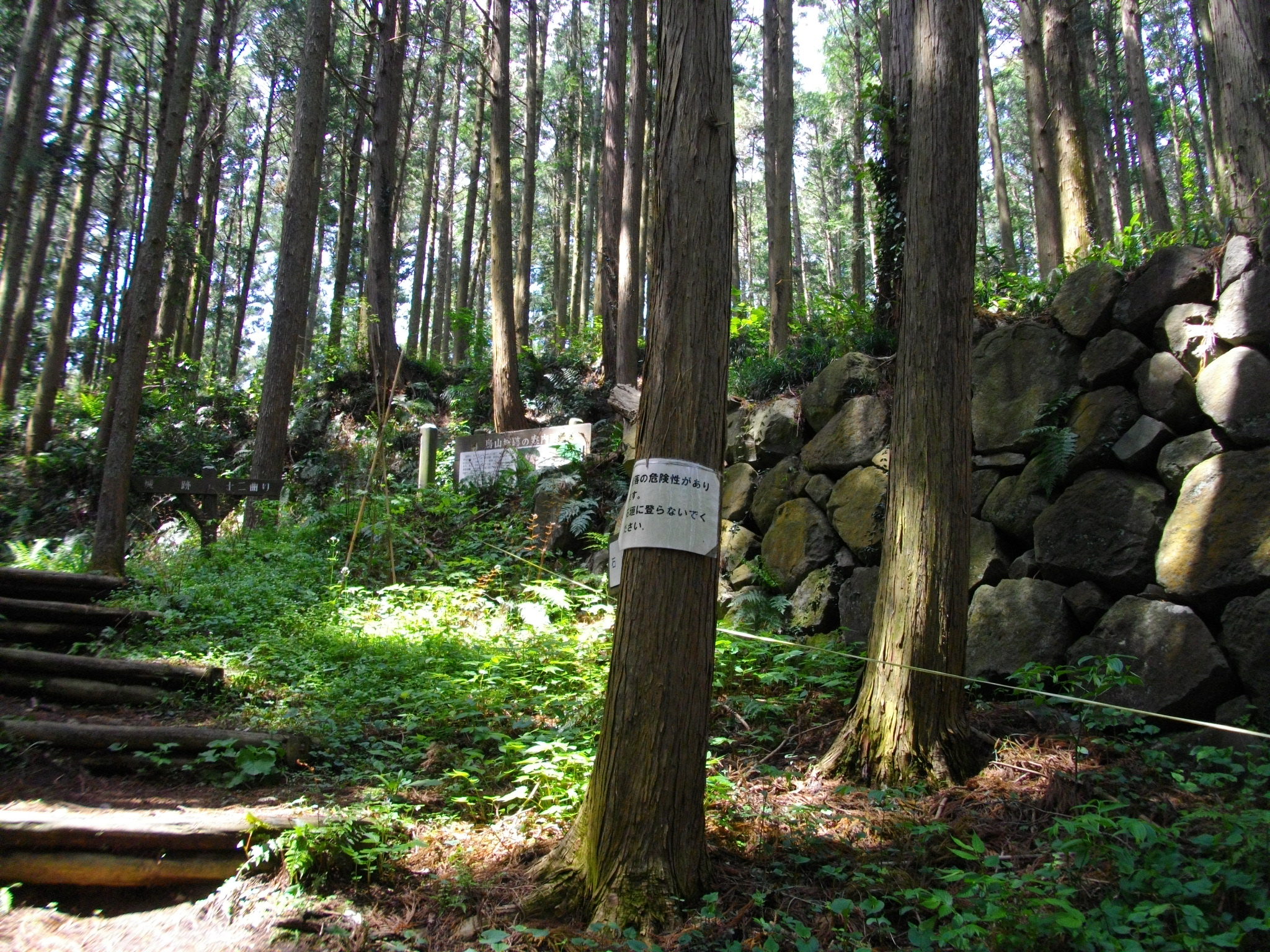
那須氏の本拠であった烏山城

下野那須氏の那須資晴は、周辺の宇都宮氏や結城氏、佐竹氏と抗争していたため、北条氏や伊達氏と組むことが多かった。このため豊臣氏が東国に干渉してくるようになった際も敵対的な態度を取っていた。秀吉の参陣の命にも従わなかったため、戦後所領は没収された。しかし重臣の大田原晴清が宇都宮仕置の際に歓待を行い、資晴の子の那須資景を連れて面会し陳謝したため、資景に5千石が与えられた。大田原晴清の大田原氏は主家とは逆に早くから豊臣氏に接近しており、天正16年（1588年）には父の名代という形で弟の増清を上洛させ、謁見に成功していた。晴清自身も秀吉が駿河国沼津に着いたころに早々に謁見に成功しており、秀吉の覚えが良かった。大田原氏は忍城の戦いなどにも参加した。同じく那須家臣の大関高増も早々に主家を見限り秀吉に参陣し、所領安堵されている。主家や他の那須七騎（那須衆）が所領を失い、あるいは減らす中、大田原氏と大関氏は時流を読み、上手に立ち回ることに成功した。那須氏が没収された烏山城には、この小田原征伐後に100万石余を没収されて改易された織田信雄が入り、流罪とも蟄居処分とも言われるが、2ヶ月ほど城主であった。その後、北条方であったが娘の甲斐姫の縁で取り立てられた成田氏長が封じられた。

#### 上野国
上野国の北条支配下の諸侯も、小田原に籠城することを義務付けられていたため、籠城中に北方軍に城を攻略され本領を失う例が多かった。由良国繁と長尾顕長の兄弟も小田原に籠城しており、国繁の留守の桐生城は母親の妙印尼が守備していた。この齢70を越えた妙印尼が主導し国繁嫡男の貞繁を立てて兵2千を集め、前田利家を通じて桐生城を開城し、松井田城攻めに加わった。これが評価され、戦後に由良国繁と長尾顕長は助命された。さらに妙印尼に対して常陸国牛久城5400石が与えられ、これを国繁が相続した。国替えとはなったが、由良氏は存続に成功した。今村城の那波顕宗は上杉景勝を介して投降し、所領は失ったが助命され上杉氏の家臣となっている。大和晴清の那波城も開城している。晴清はのちに旗本となった。

#### 安房里見氏の侵攻

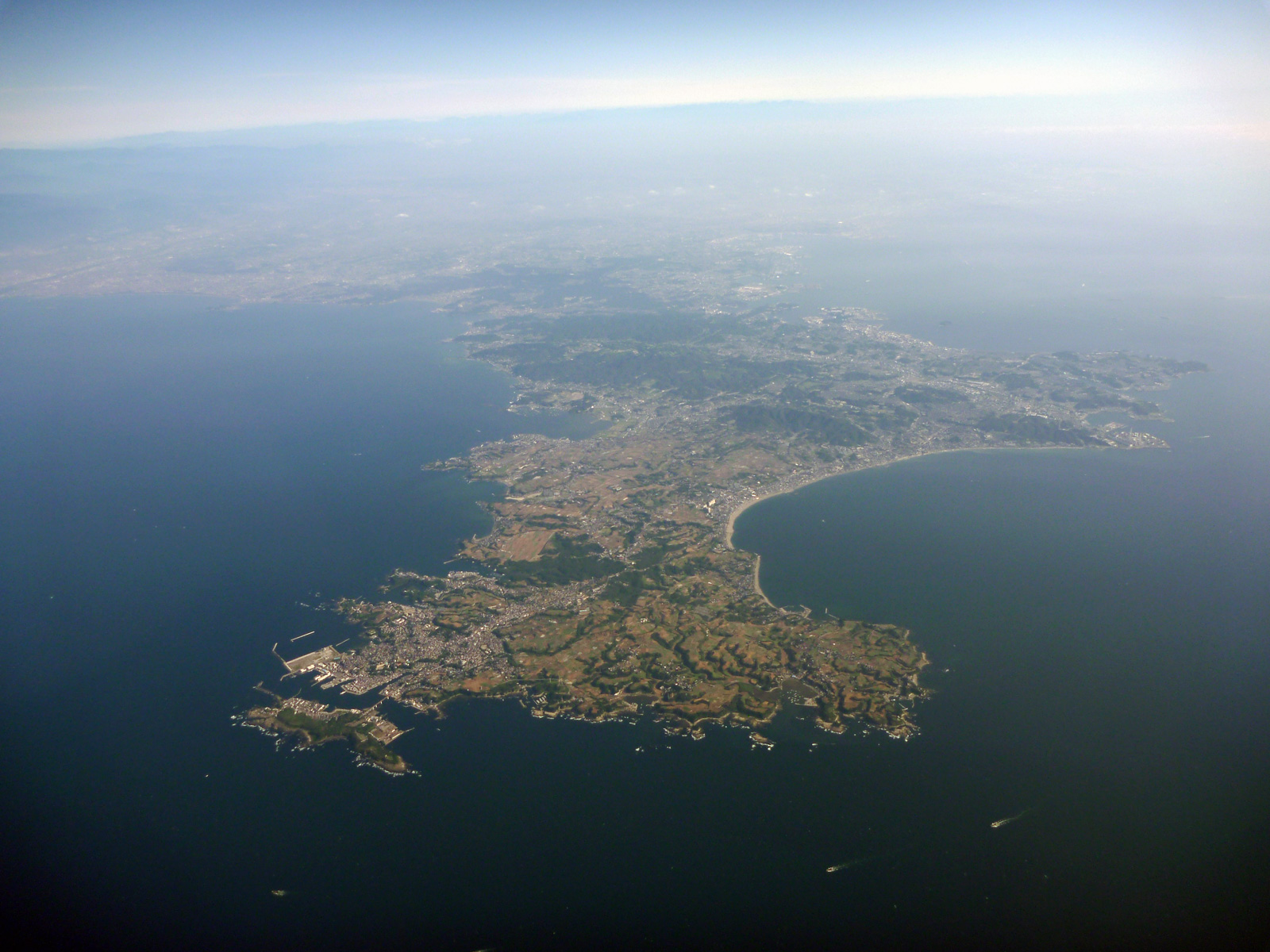
三浦半島の航空写真

安房国の里見氏は浦賀水道を巡って、北条氏とは長年抗争を続けていた。豊臣秀吉からの参陣の命を受けた里見義康はこれを好機と捉え、庇護していた小弓公方足利義明の遺児頼淳を擁して三浦半島へ渡航上陸し鎌倉へ進軍、鎌倉公方の復活を標榜し独自の禁制を発した。また房総方面では小弓城を奪還したともされている。これら一連の動きは秀吉の不興を大きく買ったが、徳川家康の執り成しがあったため里見氏は赦された。しかし安房一国は安堵されたものの、上総国の所領は没収された。

#### 関東の旧勢力たち

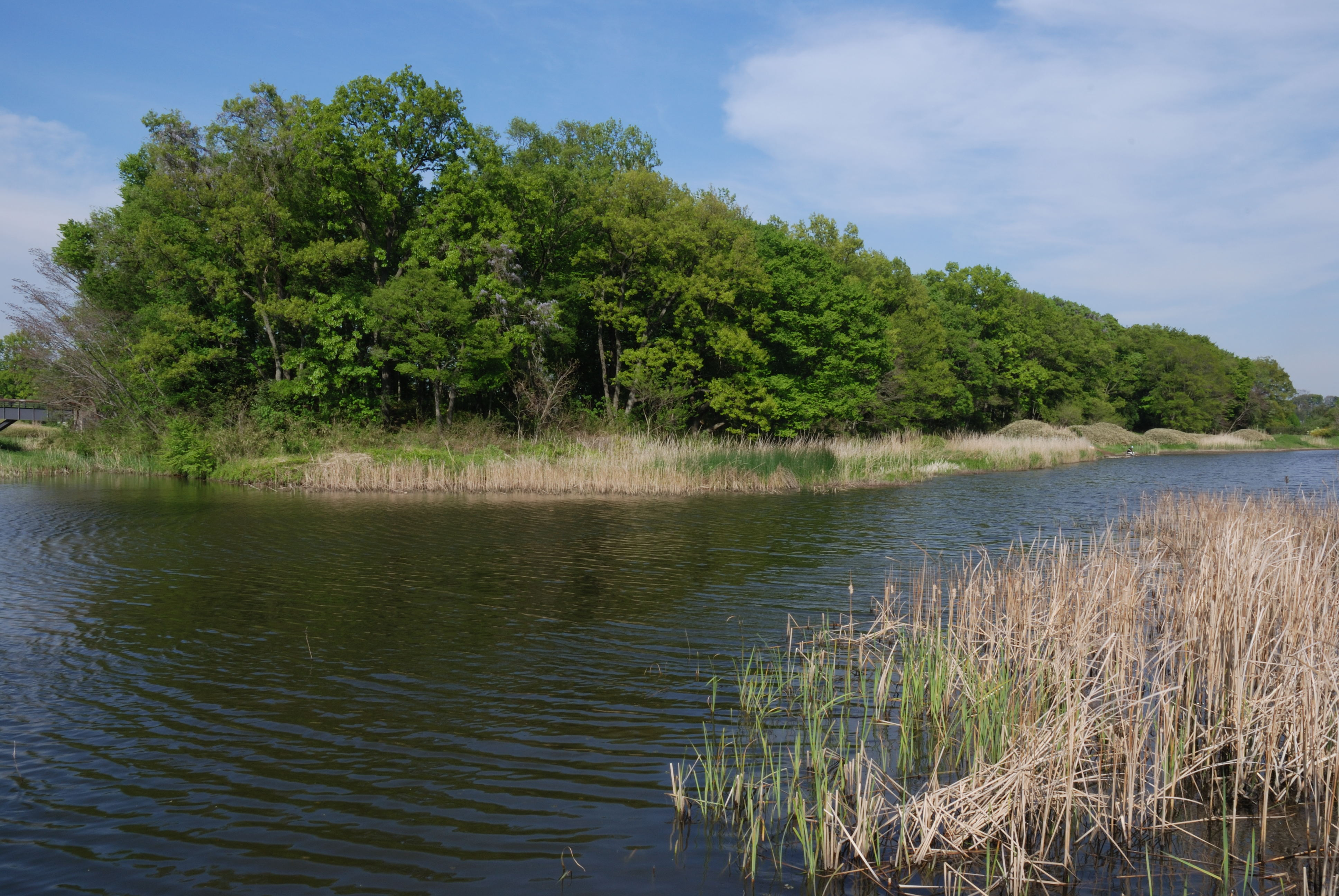
古河公方館

古河公方家は当時男子の当主は不在で、実質女当主の足利氏姫であったが、主立った動きをしていない。古河城周辺でも戦闘は無かったが、当時の公方家家中は実質的に北条氏系統の家臣が実権を握っていた。このために本来の公方家臣であった一色義直や簗田晴助は単独で豊臣氏と講和を行ったが、各々所領の安堵はならなかった。その後は徳川氏に仕えた。戦後、古河公方家は北条方であったとされ、古河城を立ち退かされ、鴻巣御所（古河公方館）に移らされた。翌年、秀吉の斡旋により、足利頼淳の子の足利国朝と結婚することになり、古河公方家と小弓公方家が統一されることとなった。

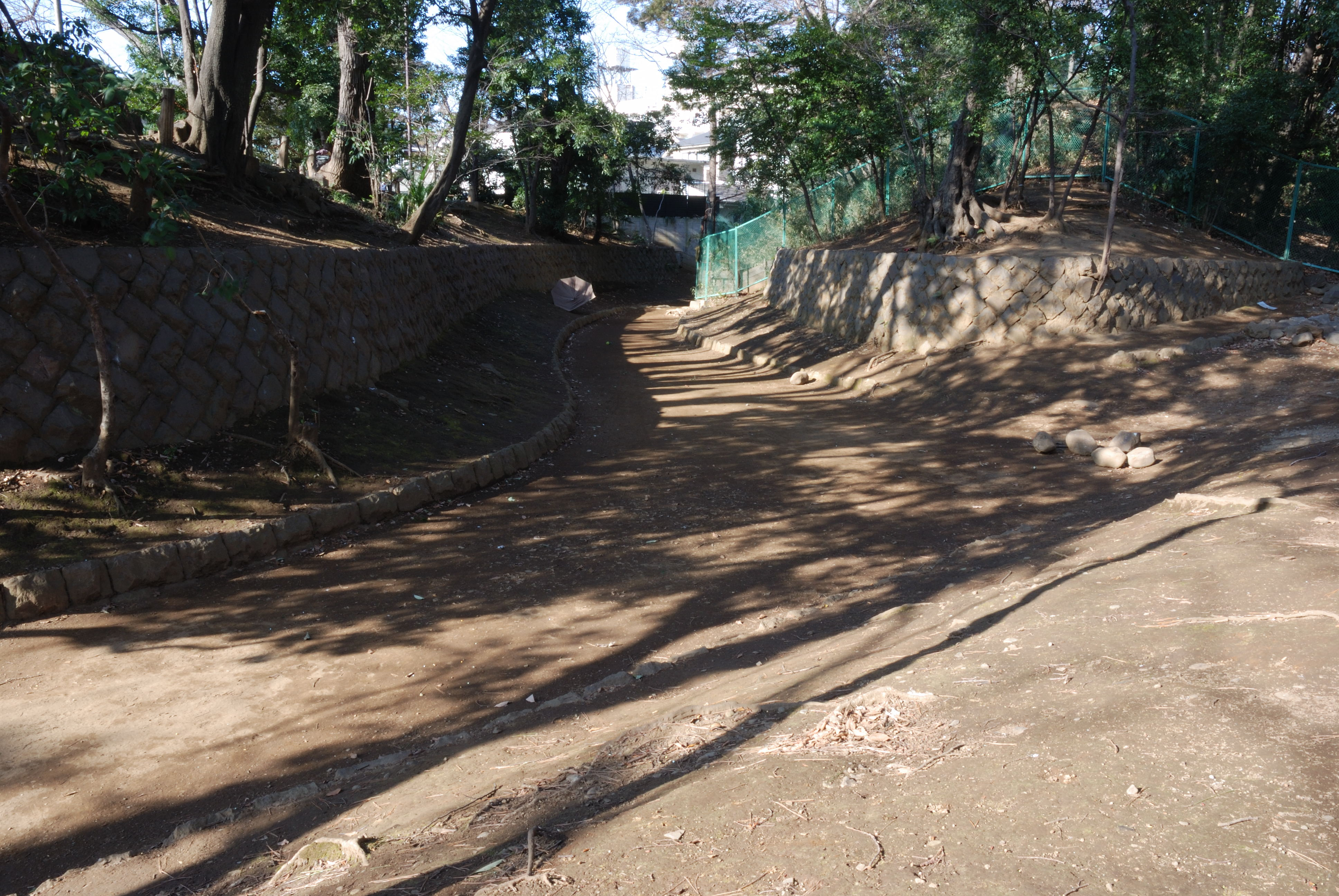
世田谷城跡

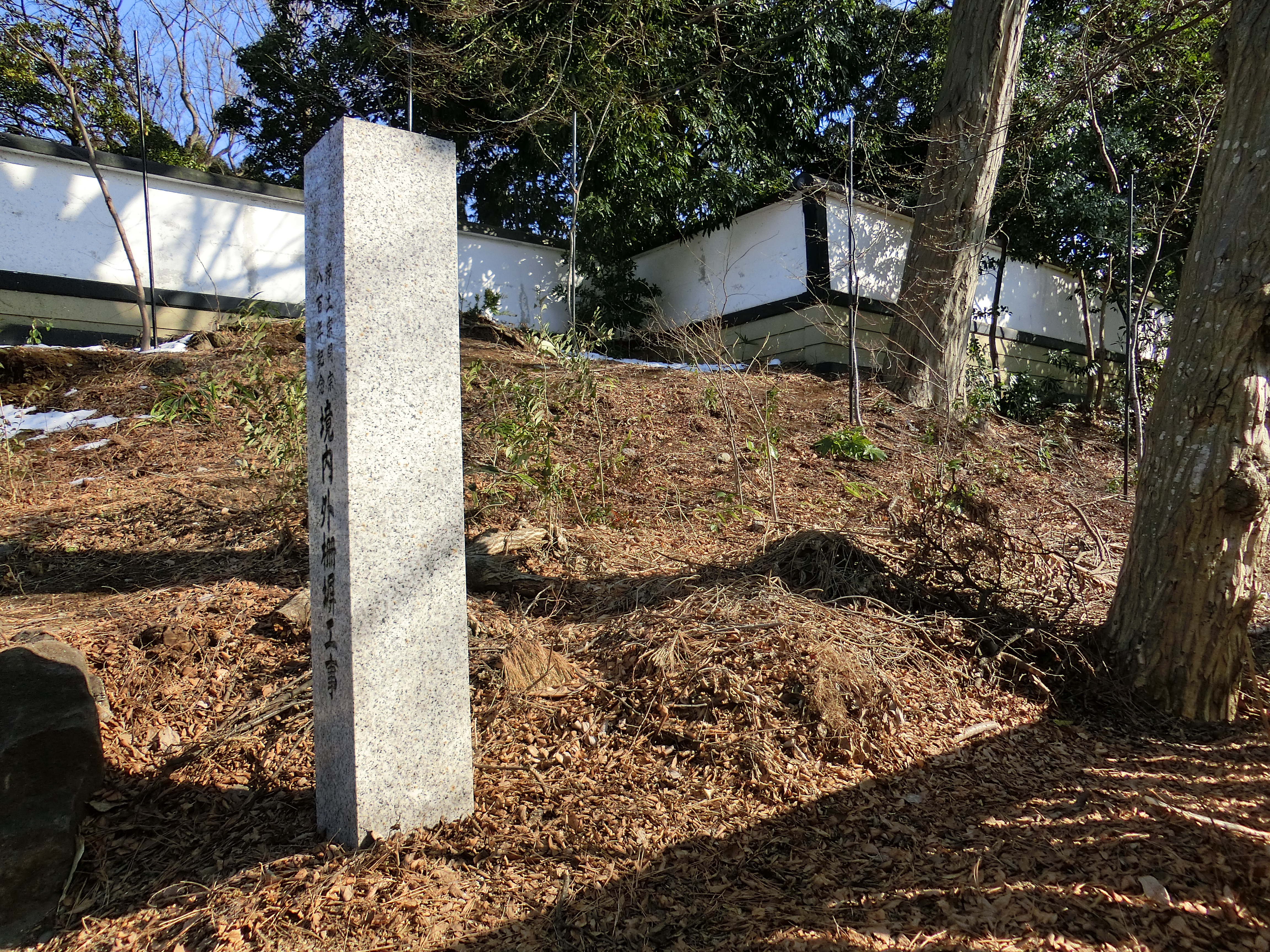
奥沢城址

世田谷の吉良氏もまた、小田原北条氏と数代に渡る縁戚関係となっていた。古河公方同様に、北条氏は権威ある家を自身の権力基盤の支えとして利用していたようであるが、独立性は保たれ完全な臣従関係ではなかった。ただし吉良頼康や氏朝などは、北条氏から一字拝領する力関係となっていた。当主の吉良氏朝は小田原に籠城したため、戦後は所領を没収され、世田谷城（現・豪徳寺）や蒔田城、奥沢城（現・九品仏浄真寺）などの支城も廃城となった。氏朝は菩提寺に住んだが、のち関東入府した徳川家の家臣となった。
深谷上杉氏の本拠であった深谷城は、当主の上杉氏憲が北条に味方して小田原に詰めていたため不在の中、留守部隊を指揮した秋元長朝らが籠城抗戦を行っていたが、最終的に開城した。戦後、深谷上杉氏は所領を失った。氏憲は上杉景勝の領する信濃国更級郡に逼塞し、死去した。子孫は池田氏に招かれ、岡山藩士となった。氏憲の従兄弟の吉次の子孫は500石の旗本となり江戸幕府に仕えた（深谷氏）。相模国の宅間上杉家は北条氏に臣従していた。臣従とはいえ「宅間殿」と扱われる家格であった。小田原征伐の際、宅間規富は北条方に与したため、戦後に所領を失った。のち徳川家の旗本となった（宅間氏）。加賀爪上杉家は加賀爪政尚が若いころから徳川家康に仕えており、徳川家が関東に移封されると武蔵・相模国内に3千石を領し、数代後には万石を超え、一旦大名となっている。

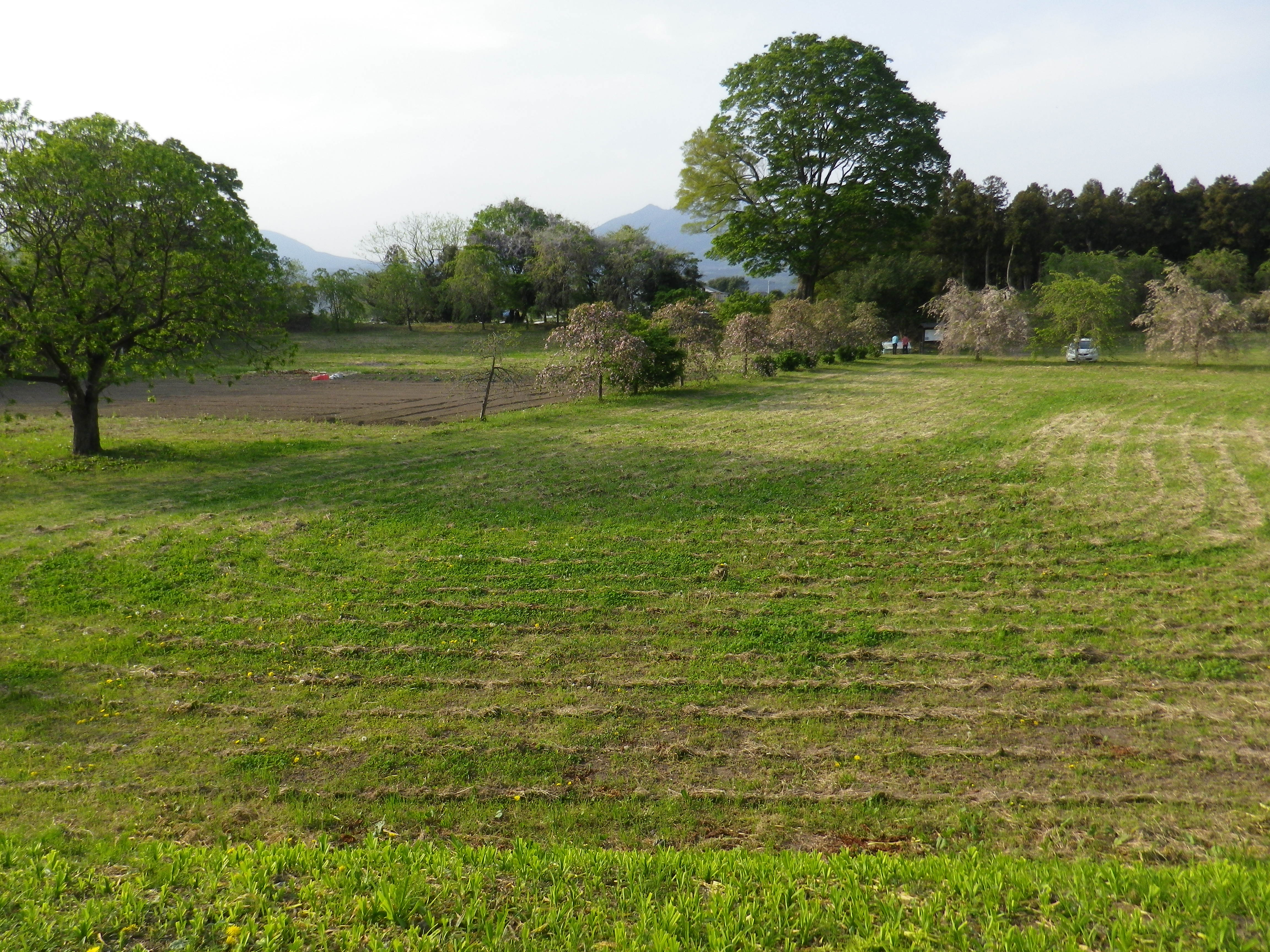
白井城本丸跡

白井長尾家は前田利家や上杉景勝らの北方軍によって白井城を攻められた。長尾政景は抗戦したが、本丸以外を落とされ開城した。輝景・政景兄弟は前田利家に預けられたが、のち同族上田長尾家である上杉景勝の家臣となった。足利長尾家の長尾顕長は小田原に籠城し、本拠も陥落しているが、前述のように実母妙印尼の活躍により助命され、子孫は徳川家臣の土井利勝に仕えて家老職となった。
「関東八屋形」と言われた諸侯の、小田原征伐後の状態は、以下のようになる。
- 宇都宮氏

所領安堵。
- 小田氏

豊臣の権威を背景にした佐竹氏により小田氏治は追放。家臣の菅谷範政は浅野長政に推挙され徳川家臣となる。
- 小山氏

所領没収。
- 佐竹氏

常陸国統一。
- 千葉氏

所領没収。
- 長沼氏

（これ以前に本家は勢力を失っていた）支流の皆川氏が本領安堵。
- 那須氏

所領没収となる所を家臣の嘆願により存続。本家分家共に所領削減。
- 結城氏

所領安堵。

### 小田原開城へ
5月9日、後北条氏と同盟を結んでいたはずの奥州の伊達政宗が、秀吉の参陣要請（要求）に応じて本拠から小田原へと向かった。これにより、小田原城の外に北条氏を支援する勢力は無くなった。
開城への勧告は5月下旬ごろから始められており、それに伴う交渉は、支城攻略にあたった大名たちなどによって、それぞれに行われていた。6月に入るころ、小田原を囲む豊臣軍主力の陣中で、乱暴狼藉を働く者や逃散が頻発するようになる。この包囲中、戦らしい戦と言えば、7月2日に北条氏房（太田氏房）配下の広沢重信が蒲生氏郷・関一政勢に夜襲をかけ、広沢と蒲生が一騎打ちを行ったのが後北条氏側唯一と言える攻勢であり、囲む方は、井伊直政が蓑曲輪に夜襲を仕掛けた作戦と6月25日夜半に捨曲輪を巡る攻防があったぐらいであった。それ以外は、互いの陣から散発的に鉄砲を射掛けるぐらいのものであった。
そんな中、後北条氏側から離反の動きが見えるようになった。4月9日、小田原城に在陣中の皆川広照が豊臣軍に投降し、6月初旬には家康の働きかけによって、上野の和田家中と箕輪城家中が城外に退去している。
この6月に入るころには、氏房、氏規、氏直側近らによって、親族の徳川家康と織田信雄を窓口とした和平交渉が進んでいた。後世になって成立した『異本小田原記』では伊豆・相模・武蔵領の安堵の条件での講和交渉は行われ、同じく『黒田家譜』では、その講和条件を後北条氏が拒否したために秀吉が黒田孝高に命じて交渉に当たらせた事などが記されているが、実際のこのころには後北条領は家康に与えられることになっていたと考察されており、伊豆は4月中旬には既に家康の領国化が始まっていた。6月7日、織田信雄家臣の岡田利世が小田原城へ入り、氏直単独と二日間面談し、内容を徳川家康に報告している。城中では講和開城の噂が流れていて、警戒が緩んでいたようであり、12日には氏直から小幡信貞に対し、城内の綱紀粛正の命が出ている。同12日に氏政の母である瑞渓院と、継室の鳳翔院が同日に死去しているが、「大宅高橋家過去帳」の鳳翔院の記載から共に自害と見られている。
6月16日、北条氏重臣であった松田憲秀の長子の笠原政晴が、数人の同士とともに豊臣側に内通していたことを、政晴の弟の松田直秀が氏直に報告することで発覚し、政晴は氏直により成敗された。
6月22日、小田原城の篠曲輪を夜半の雨中に徳川家中の井伊直政が攻撃し、占拠した。
6月23日に落城した八王子城から守備隊だった者たちの多数の首と、将兵の妻子が城外で晒し者にされたことは、後北条氏側の士気低下に拍車をかけた。
残されていた北条氏の拠点城も、北の鉢形城は6月14日に守将の北条氏邦が出家する形で開城となり、伊豆の韮山城もまた6月24日に開城し、北条氏規は秀吉の元に出仕した。八王子城の落城に続いて津久井城も開城した。
6月24日、黒田孝高と共に織田信雄の家臣滝川雄利が小田原城に入り、降伏勧告を行った。先に降伏した氏規も小田原城に入り、降伏を説得している。

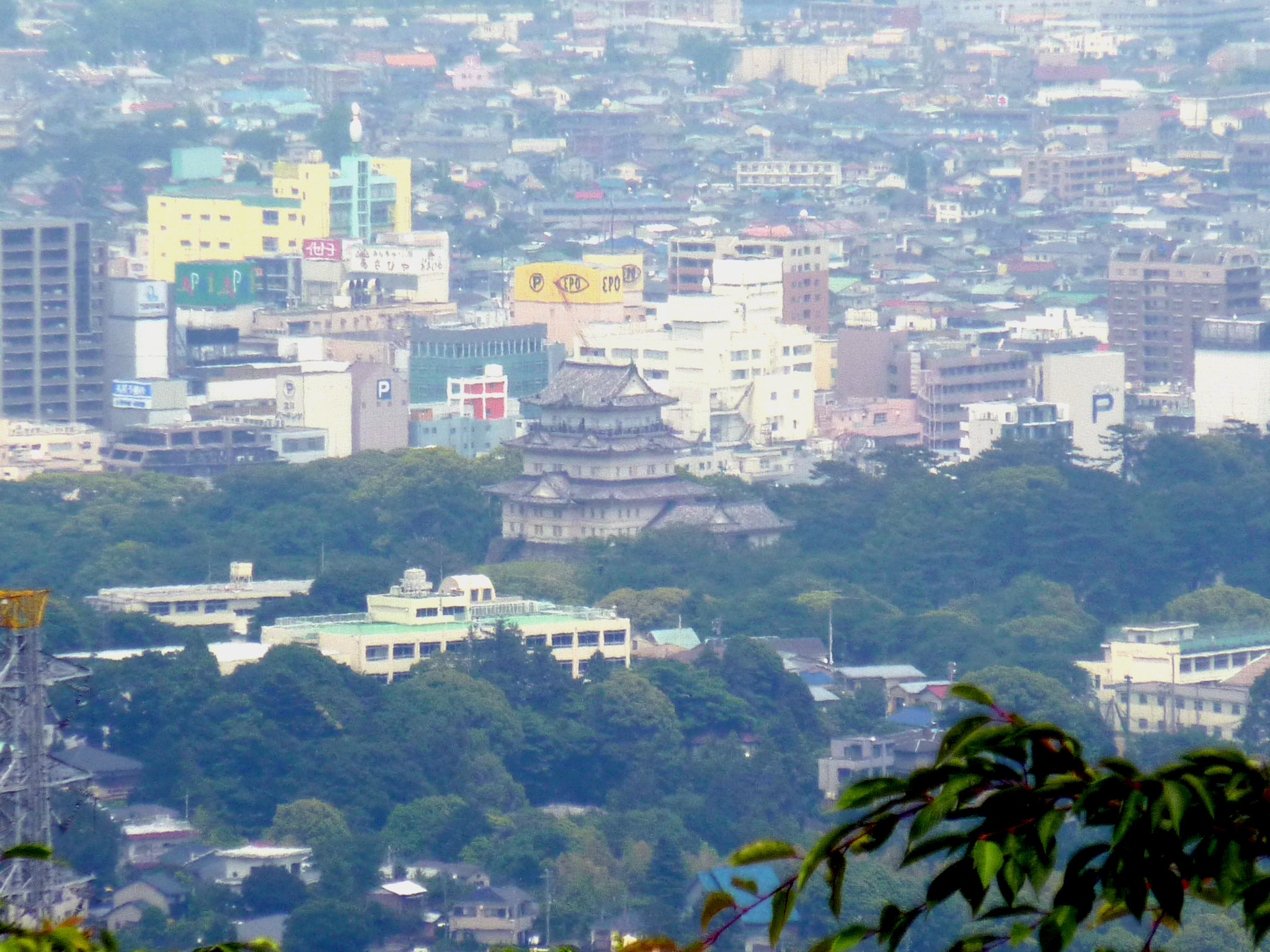
石垣山一夜城から望む小田原城

6月26日、小田原城を見下ろす石垣山に、関東初の近世城郭の威容を誇った「一夜城（石垣山城）」が完成したことも、後北条氏側に打撃をもたらした。城中では後北条氏の一族・重臣が、豊臣軍と徹底抗戦するか降伏するかで長く議論が紛糾した。この印象が後世に強くなり、本来は「平時に月2回ほど行われていた、後北条氏における定例の施政方針重臣会議」を指すものであった「小田原評定」という言葉が、「一向に結論がでない会議や評議」という意味合いの故事として使われるようになった。また豊臣方はこのころ、城方を精神的に追い詰めるため、夜中に包囲軍全軍で城に向かって鉄砲の一斉射撃をやっていたとする話も残る。
7月2日、太田氏房勢の広沢重信が蒲生氏郷・関一政と織田信雄の陣に夜襲をかけた。最後の意地とも言えるこの攻撃を予想していなかった蒲生陣は一旦取り乱すが、自ら槍を取った氏郷や蒲生郷可、田丸直昌、町野幸知、蒲生郷可、蒲生郷治、佃又右衛門ら主従は奮戦し、広沢を取り逃すもこれを退けた。この際に一軍の大将であった氏郷の鎧兜や槍には、激戦で負った傷が多数刻まれたと伝わる。
7月5日、氏直と太田氏房は滝川雄利の陣に向かい、滝川と黒田孝高を通して、己の切腹と引き換えに城兵を助けるよう申し出、秀吉に氏直の降伏が伝えられた。

## 戦後処理
7月5日、滝川雄利の陣所へ赴いた氏直は、自身の切腹をもって城兵全ての赦免を願い出たが、赦免はともかく切腹は見送られた。
当初の開城・降伏の条件は
1. 北条氏は武蔵・相模・伊豆のみを領地とする。
2. 氏直に上洛をさせる。

であったが、秀吉は前当主である氏政と御一家衆筆頭として氏照、及び家中を代表するものとして宿老の松田憲秀と大道寺政繁に開戦の責があるものとして、この四者に切腹を命じた。
7月7日から9日にかけて片桐且元と脇坂安治、榊原康政の3人を検使とし、小田原城受け取りに当たらせた。7月10日、氏政と氏照は小田原城を出て徳川の陣所に入った。7月11日、城下の医師田村安栖の屋敷にて、石川貞清・蒔田広定・佐々行政・堀田一継・榊原康政の検視役が見守る中、兄弟の氏規の介錯により切腹した。氏規は兄弟の自刃後、自らも追い腹を切ろうとしたが果たせなかった、とも伝わる。氏直は徳川家康の婿でもあったため助命され、高野山に蟄居を命じられた。7月21日、氏直は家臣ら30名ほどを連れて出立し、8月12日に高野山に入った。蟄居中の氏直はやはり富田一白と津田盛月を通し、徳川家康に対して赦免の執り成し依頼を行っている。翌年2月には早くも徳川家康を通して赦免の沙汰が伝えられ、5月上旬には大坂で旧織田信雄邸を与えられ、8月に1万石が与えられた。しかし、11月に病死した。北条氏は氏規の子孫が紆余曲折の後に河内・狭山藩の大名として豊臣・徳川期と存続した。氏政と氏照の首は16日に京に送られ、聚楽第の橋に晒された。5日に松田憲秀が、19日に大道寺政繁がそれぞれ切腹している。
一方、小田原城開城後も抵抗を続けていた忍城に対し、城主の成田氏長の小田原城での降伏を受けて氏長名義の使者が送られ、7月16日に開城した。その後、氏長の娘の甲斐姫が秀吉の側室となって寵愛を受けたため、氏長に下野国烏山2万石が与えられた。深谷上杉氏の本拠であった深谷城は、当主の上杉氏憲が北条に味方して小田原に詰めていたため不在の中、留守部隊を指揮した秋元長朝らが籠城抗戦を行っていたが、最終的に開城した。戦後、深谷上杉氏は所領を失ったが、秋元長朝は関東へ入封した徳川氏に仕え、関ヶ原の戦いで上杉景勝の投降を促した功により大名となり、後に子孫から老中（秋元凉朝）を輩出した。北条方に加わって豊臣軍と戦った者が江戸時代に譜代大名になった唯一の事例である。7月12日には檜原城が落城し、八王子城の残党や平山氏らが自刃しているが、彼らに小田原開城が伝わっていたかは不明である。
7月13日、秀吉が小田原城に入った。この日、徳川氏の関東転封が公表された。ただしそれ以前からこの方針は伝えられていたようであり、徳川家臣の松平家忠の日記『家忠日記』の6月20日条に「国替わり近日の由」と記されている。また、国替えの準備のために、徳川家康は家忠に本国へ一旦帰還するよう命じている。7月初頭は豊臣氏からの所々への発給文書が多いが、7月半ばごろより徳川氏発給の書状が残る。また同時期に、榊原康政や鳥居元忠らの一部の家臣には知行が申し渡されている。ただしこの時期の徳川氏の関東経営には、いまだ秀吉陣営の幕僚の手が多く加わっている。さらに徳川家臣の井伊直政や本多忠勝のそれぞれの配地の割り当てにすら、秀吉の意見が大きく関与していたと推測される書状が残る。
7月18日には徳川家康が江戸城に入り、9月までには家臣らに知行が割り当てられている。8月1日は豊臣軍は宇都宮に駐屯し、以降は奥州へ向かったたが、徳川は後述される織田信雄改易の執り成しのために、7月末に宇都宮に参陣しているため、1日に戻ってきたと考えられる。伊豆国に関しては4月中に徳川氏に与えられている。
後北条氏の旧領はほぼそのまま徳川氏に宛がわれることとなった。空いた徳川旧領（三河国・遠江国・駿河国・甲斐国・信濃国一部など）への国替えを秀吉に命じられた織田信雄は、この命令を拒んだたため改易され下野国烏山城に蟄居させられた。この改易により、秀吉の旧主家の織田氏は勢力を失い、北条氏を短期間に攻め滅ぼした上で国持ちの大名であり正二位内大臣の旧主家であろうとも改易できる秀吉、という実権力が確定し、同時に官位・所領の両面において、徳川家康が豊臣政権の大名として一の実力者と確定した。また前述の秀吉の裁定で、真田氏が北条氏に譲っていた上野国沼田城は真田に返還された。秀吉の怒りを買った里見義康は、徳川家康が執り成したこともあり、安房国一国は安堵されたが、上総国の所領は没収されて徳川氏に与えられた。
常陸国は一国が佐竹義宣に与えられた。この豊臣政権の御墨付きを後ろ盾として、佐竹氏は常陸中部の江戸重通や大掾清幹を滅ぼし、さらに天正19年（1591年）2月には、常陸南方の鹿島・行方両郡の南方三十三館と称される鹿島氏など大掾氏一族の国人領主を太田城に招いて謀殺するなどして常陸国内を統一を達成した。ただし徳川氏と同様に、領内の知行割には豊臣政権の干渉があり、豊臣政権に近しかった佐竹義久に多くの所領が与えられた。
上野国の沼田城は、本来ここを北条氏と争っていた真田昌幸に与えられたが、沼田領は昌幸の長男の信幸が半独立での城主とされ、同時に徳川氏の与力大名とされた。
7月16日、秀吉は小田原城を出発した。秀吉はその後、奥州を平定した源頼朝に倣って、鎌倉幕府の政庁があった鎌倉に入り鶴岡八幡宮に奉幣した。
19日に江戸城着、20日に出発。7月26日、同じく頼朝に倣って宇都宮大明神に奉幣して宇都宮城へ入城し1週間ほど滞在、関東および奥州の諸大名の措置を下した（宇都宮仕置）。その後、豊臣家の大軍勢は伊達政宗の案内により、北上し陸奥国へ向かった。
8月中の奥州仕置を終え、8月12日に会津黒川城を発した秀吉は、駿河国清見寺、22日に駿府城、掛川城、清州城などを経て畿内に向かった。
9月1日、天下を手にした豊臣秀吉は京に帰還した。